# Нова держава
Нова держава (порт. Estado Novo) — корпоративістська португальська держава, встановлена 1933 року. Вона розвинулася з «Національної диктатури», утвореної після державного перевороту 28 травня 1926 року проти нестабільної Першої республіки. Істориками використовується назва Друга португальська республіка (порт. Segunda República Portuguesa). Нова держава, значною мірою натхненна консервативною та автократичною ідеологіями, була розроблена Антоніу де Олівейра Салазаром, який був головою Ради міністрів з 1932 року, доки хвороба не змусила його піти з посади 1968 року.
На противагу комунізму, соціалізму, синдикалізму, анархізму, лібералізму та антиколоніалізму, режим був консервативним, корпоративістським і націоналістичним за своєю природою, захищаючи традиційний католицизм Португалії. Його політика передбачала увічнення Португалії як багатоконтинентальної нації відповідно до доктрини лузотропікалізму, де Ангола, Мозамбік та інші португальські території вважалися продовженням самої Португалії, а вона — передбачуваним джерелом цивілізації та стабільності для заморських суспільств в африканських та азійських володіннях. За часів Нової держави Португалія намагалася зберегти величезну багатовікову імперію загальною площею 2 168 071 квадратний кілометр, тоді як інші колишні колоніальні держави на той час здебільшого приєдналися до глобальних закликів до самовизначення і незалежності своїх заморських колоній.
Португалія вступила до Організації Об'єднаних Націй (ООН) 1955 року та була членом-засновником НАТО (1949), ОЕСР (1961) та ЄАВТ (1960). 1968 року прем'єр-міністром замість постарілого і виснаженого Салазара був призначений Марселу Каетану; він продовжив торувати шлях до економічної інтеграції з Європою і вищого рівня економічної лібералізації в країні, домігшись підписання важливої угоди про вільну торгівлю з Європейською економічною спільнотою (ЄЕС) 1972 року.
З 1950 року і до смерті Салазара 1970 року ВВП на душу населення в Португалії зростав у середньому на 5,7 % на рік. Попри значне економічне зростання та економічну конвергенцію, до падіння Нової держави 1974 року Португалія все ще мала найнижчий дохід на душу населення і найнижчий рівень грамотності в Західній Європі (хоча ситуація залишилася такою і після падіння, і продовжує залишатися донині). 25 квітня 1974 року Революція гвоздик у Лісабоні, військовий переворот, організований лівими португальськими офіцерами — Рухом збройних сил (РЗС) — призвів до падіння Нової держави.

## Географія
Друга Португальська Республіка поширювала свій суверенітет на такі сучасні держави і території:
- Португалія
- Ангола
- Мозамбік
- Гвінея-Бісау
- Кабо-Верде
- Сан-Томе і Принсіпі
- Індія (Португальська Індія)
- Бенін (Уїда)
- Східний Тимор
- КНР (Макао)

## Прелюдія
Король Португалії Карлуш I підтвердив колоніальні договори 19 століття, які стабілізували ситуацію в португальській Африці. Однак ці угоди були непопулярні в Португалії, де їх вважали такими, що завдають шкоди країні. Крім того, Португалію двічі оголошували банкрутом — вперше 14 червня 1892 року і вдруге 10 травня 1902 року — що спричинило промислові заворушення, антагонізм між соціалістами і республіканцями та критику монархії в пресі. Карлуш відреагував на це призначенням Жуан Франку на посаду прем'єр-міністра, а згодом погодився на розпуск парламенту. 1908 року Карлуша I було вбито в Лісабоні антимонархістами. Португальська монархія проіснувала до 1910 року, коли в результаті революції 5 жовтня вона була повалена і Португалія була проголошена республікою. Повалення португальської монархії 1910 року призвело до 16-річної боротьби за збереження парламентської демократії в умовах республіканізму — Першої Португальської Республіки (1910—1926).
Державний переворот 28 травня 1926 року або, в період Нової держави, Національна революція (порт. Revolução Nacional), була військовою акцією, яка поклала край хаотичному правлінню Першої Португальської Республіки та започаткувала Військову диктатуру, яка 1928 року перетворилася в Національну диктатуру. Салазар став прем'єр-міністром 1932 року, а 1933 року перетворив її на Нову державу, визначивши Португалію як корпоративну, однопартійну та багатоконтинентальну країну.
Оскільки фашистські організації були популярними й широко підтримувалися в багатьох країнах (наприклад, італійський фашизм і націонал-соціалізм) як супротивники комуністичних ідеологій, Антоніу де Олівейра Салазар розробив Нову державу, яку можна описати як праворадикальний корпоративістський уряд. Основою його режиму була платформа стабільності, на відміну від нестабільного середовища Першої республіки.
На думку деяких португальських дослідників, таких як Жайме Ногейра Пінту та Руй Рамуша, його ранні реформи та політика змінили всю країну, забезпечивши політичну та фінансову стабільність, а отже, спокійний соціальний порядок та економічне зростання після політично нестабільних і фінансово хаотичних років Першої португальської республіки (1910—1926). Після Першої республіки, коли не було досягнуто навіть громадського порядку, це виглядало разючим проривом для більшості населення; в цей момент Салазар досяг вершини своєї популярності. Ця трансформація Португалії тоді була відома як «Вчення Салазара» (порт. A Lição de Salazar). Програма Салазара була спрямована проти комунізму, соціалізму та лібералізму. Вона була прокатолицькою, консервативною і націоналістичною. Його політика передбачала увічнення Португалії як багатоконтинентальної імперії, фінансово автономної та політично незалежної від панівних наддержав, а також як джерела цивілізації та стабільності для заморських суспільств в африканських та азійських володіннях.
Щоб підтримати свою колоніальну політику, Салазар зрештою взяв на озброєння концепцію лузотропікалізму бразильського історика Жільберту Фрейре, стверджуючи, що, оскільки Португалія була багатокультурною, багаторасовою та багатоконтинентальною країною з 15 століття, втрата її заморських територій в Африці та Азії призведе до розчленування країни та покладе край незалежності Португалії. З геополітичної точки зору, втрата цих територій зменшить самодостатність португальської держави.
Протягом 1930-х і 1940-х років Салазар рішуче опирався ідеям Фрейре, частково тому, що Фрейре стверджував, що португальці більш схильні до змішання рас, ніж інші європейські нації. Салазар прийняв лузотропікалізм лише після того, як спонсорував візит Фрейре до Португалії та деяких її заморських територій у 1951 і 1952 роках. Результатом цього візиту стала робота Фрейре «Пригода і рутина» (порт. Aventura e Rotina).
За часів Нової держави найвідоміша спортивна зірка Португалії Еусебіу да Сілва Феррейра та найбільш нагороджений офіцер португальських збройних сил Марселіну да Мата були чорношкірими португальськими громадянами, які народилися і виросли на африканських територіях Португалії.

## Режим

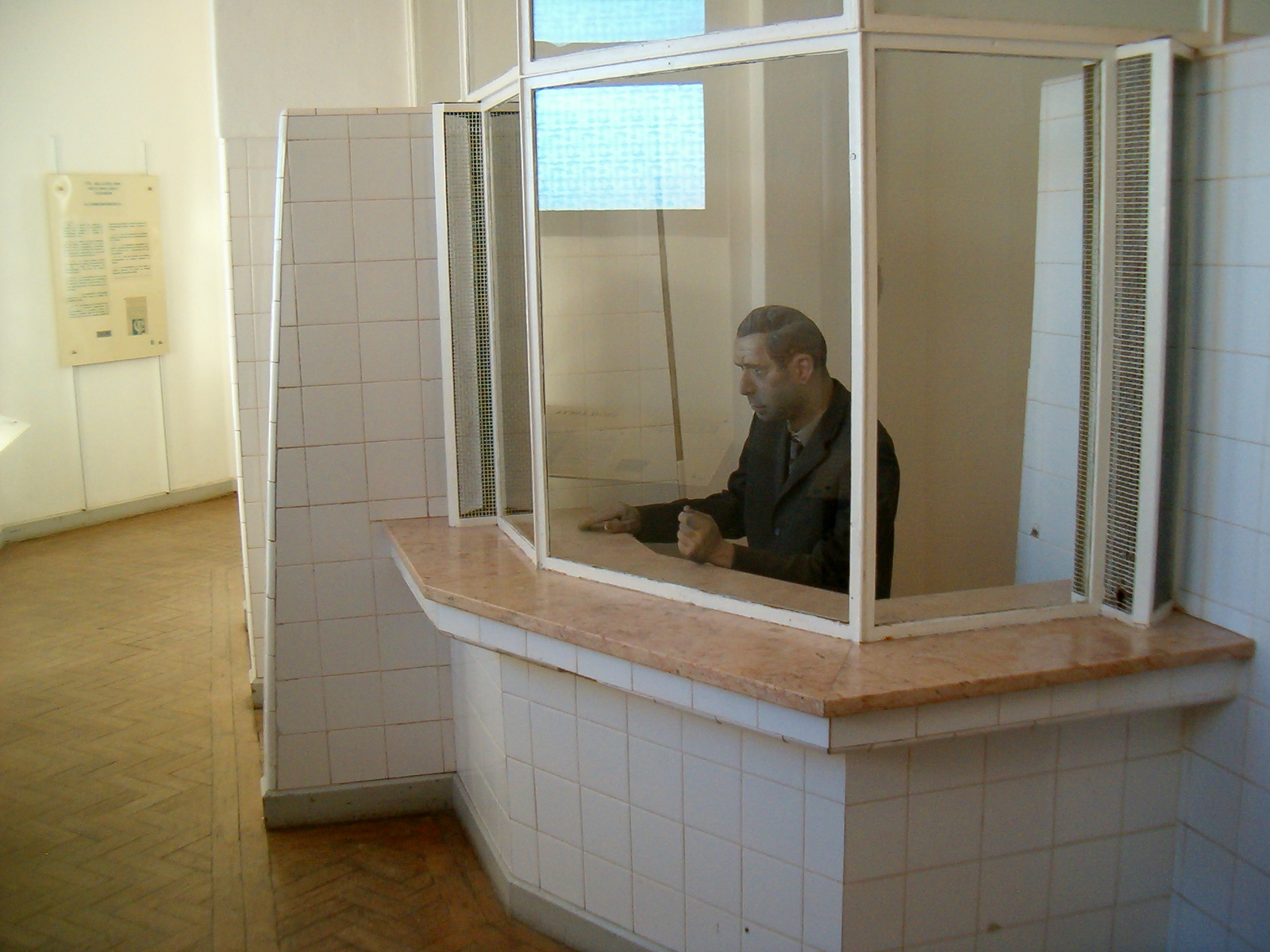
Фрагмент реставрації у в'язниці Пеніша (для політичних в'язнів).

Політична філософія Нової Держави ґрунтувалася на близькій інтерпретації католицької соціальної доктрини, як і тодішній режим Енгельберта Дольфуса в Австрії. Економічна система, відома як корпоратизм, базувалася на схожих інтерпретаціях папських енциклік Rerum novarum (Лев XIII, 1891) і Quadragesimo anno (Пій XI, 1931), які мали на меті запобігти класовій боротьбі та перетворити економічні проблеми на другорядні стосовно соціальних цінностей. Rerum novarum стверджувала, що трудові об'єднання є частиною природного порядку, як і сім'я. Таким чином, право людей об'єднуватися в профспілки та займатися трудовою діяльністю є невідчужуваним і не може бути заперечене ні роботодавцями, ні державою. Quadragesimo anno надала план для зведення корпоративістської системи.
Групою юристів, бізнесменів, священнослужителів та університетських професорів, під керівництвом Салазара, а також Марселу Каетану, який відігравав важливу роль, була розроблена нова конституція. Конституція створила Нову державу, теоретично корпоративістську державу, що представляє групи інтересів, а не окремих осіб. Лідери хотіли створити систему, в якій народ був би представлений через корпорації, а не через партії, що розколюють суспільство, і в якій національні інтереси були б пріоритетними над вимогами окремих груп. Салазар вважав, що партійна система в Португалії зазнала безповоротної поразки.

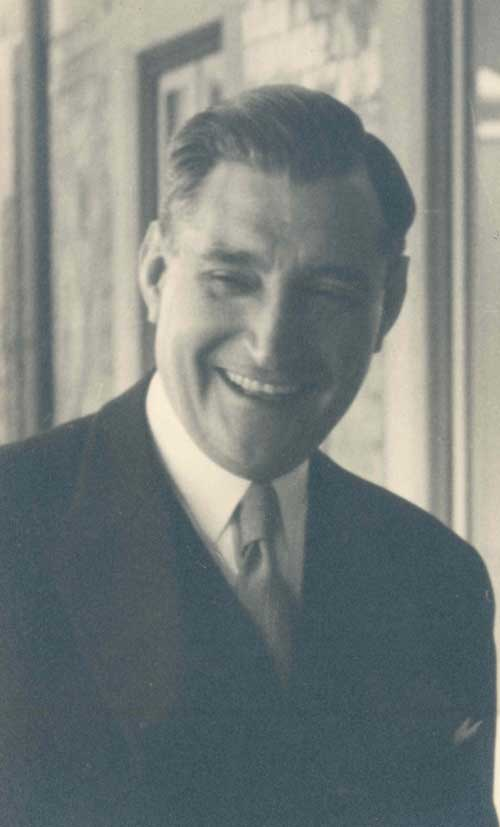
Антоніу де Олівейра Салазар, 1939 рік

На відміну від Муссоліні чи Гітлера, Салазар ніколи не мав наміру створити партійну державу. Салазар був проти концепції цілої партії, і 1930 року він створив Національну єдність — де-факто однопартійну організацію, але він створив її як непартійну. Національна єдність була створена для контролю і стримування громадської думки, а не для її мобілізації; її метою було зміцнення і збереження традиційних цінностей, а не встановлення нового суспільного ладу. Міністри, дипломати та державні службовці ніколи не були змушені вступати до Національної єдності.
Законодавчий орган, Національна Асамблея, був обмежений членами Національної єдності. Вона могла ініціювати законопроєкти, але лише з питань, які не потребували державних витрат. Паралельна Корпоративна палата включала представників муніципалітетів, релігійних, культурних і професійних груп, а також офіційних робітничих синдикатів, які прийшли на зміну вільним профспілкам.
За словами Говарда Віарди, «люди, які прийшли до влади за часів Нової Держави, були щиро стурбовані бідністю і відсталістю своєї країни, відмежувавшись від англо-американських політичних впливів, розвиваючи при цьому нову місцеву політичну модель і полегшуючи жалюгідні умови життя як сільської, так і міської бідноти».
Нова конституція, запроваджена Салазаром, встановлювала антипарламентський і авторитарний уряд, який проіснував до 1974 року. Президент мав обиратися всенародним голосуванням строком на сім років. На папері новий документ наділяв президента широкими, майже диктаторськими повноваженнями, включаючи право призначати та звільняти прем'єр-міністра. Президент був піднесений до найвищого становища як «колесо рівноваги», захисник і верховний арбітр національної політики. Президент Кармона, однак, надав Салазару більш-менш повну свободу дій після призначення його прем'єр-міністром і продовжував робити це й надалі. Кармона і його наступники будуть здебільшого підставними особами, оскільки реальна влада належатиме Салазару. Віарда стверджує, що Салазар досяг свого становища не лише завдяки конституційним положенням, але й завдяки своєму характеру: владному, абсолютистському, амбітному, працьовитому та інтелектуально блискучому.
Корпоративістська конституція була схвалена на національному португальському конституційному референдумі 19 березня 1933 року. Проєкт був опублікований за рік до цього, і громадськості було запропоновано висловити свої заперечення в пресі. Ці заперечення, як правило, мали загальний характер, і лише невелика кількість людей, менш як 6000, проголосувала проти нової конституції. Нова конституція була схвалена 99,5 % голосів, але 488 840 утрималися (при зареєстрованому електораті в 1 330 258 осіб), що зарахувалося як «так». Г'ю Кей зазначає, що велика кількість тих, хто утримався, може бути пов'язана з тим, що виборцям було запропоновано пакетну угоду, на яку вони повинні були відповісти «так» або «ні» без можливості прийняти один пункт і відкинути інший. На цьому референдумі жінкам вперше в Португалії було дозволено голосувати. Їхнє право голосу не було отримано за часів Першої республіки, попри зусилля феміністок, і навіть під час голосування на референдумі вимогою для жінок-виборців була середня освіта, в той час, як чоловікам достатньо було вміти читати й писати. Пізніше право голосу для жінок було двічі розширено за часів Нової Держави. Вперше це сталося 1946 року, а вдруге — 1968 року за часів Марселу Каетану, коли закон № 2137 проголосив рівність чоловіків і жінок у виборчих цілях. Виборчий закон 1968 року не робив жодної різниці між чоловіками та жінками.
1933 рік став переломним в історії законодавства Португалії. Під керівництвом Салазара Теотуніу Перейра, заступник державного секретаря з питань корпорацій та соціального забезпечення, який підпорядковувався безпосередньо Салазару, ухвалив широке законодавство, що сформувало корпоративістську структуру та започаткувало всеосяжну систему соціального забезпечення. Ця система була однаково антикапіталістичною та антисоціалістичною. Корпоратизація робітничого класу супроводжувалася суворим законодавством, що регулювало бізнес. Робітничі організації були підпорядковані державному контролю, але отримали легітимність, якої ніколи раніше не мали, і стали бенефіціарами різноманітних нових соціальних програм. Проте важливо зазначити, що навіть у перші роки, сповнені ентузіазму, корпоративістські організації не були в центрі влади, а отже, корпоратизм не був справжньою основою всієї системи.
1934 року Португалія розгромила Португальський фашистський рух і заслала Франсішку Ролана Прету в рамках чистки керівництва португальських націонал-синдикалістів, також відомих як «сині сорочки» (порт. camisas azuis). Салазар засудив націонал-синдикалістів як таких, що «надихаються певними іноземними моделями», а їхнє «звеличення молоді, культ сили через пряму дію, принцип вищості державної політичної влади в суспільному житті, схильність до організації мас навколо одного лідера» — як фундаментальні відмінності між фашизмом і католицьким корпоративізмом Нової Держави. Власна партія Салазара, Національна єдність, була сформована як підпорядкована організація широкого профілю для підтримки самого режиму, а тому не мала власної філософії. У той час багато європейських країн побоювалися руйнівного потенціалу комунізму. Багато членів Націонал-синдикалістського руху згодом приєдналися до Національної єдності. Одна з головних критик його режиму полягає в тому, що стабільність була куплена і підтримувалася шляхом придушення прав і свобод людини.
Корпоративістська держава мала певну схожість з італійським фашизмом Беніто Муссоліні, але були значні відмінності в моральному підході до управління. Хоча Салазар захоплювався Муссоліні і перебував під впливом його Хартії праці 1927 року, Салазар дистанціювався від фашистської диктатури, яку він вважав язичницькою цезаристською політичною системою, що не визнає ні правових, ні моральних обмежень.

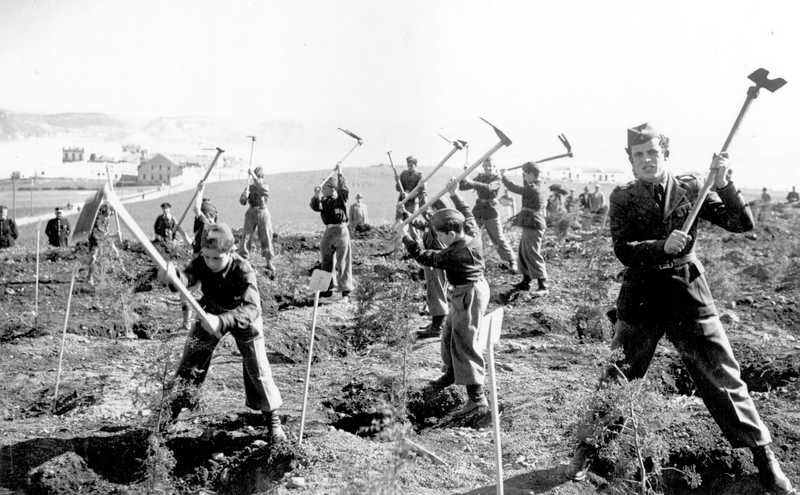
Члени «Португальської молоді» працюють у лісопарку Монсанто, Лісабон, приблизно 1938 рік

Салазар також розглядав німецький нацизм як такий, що сповідує язичницькі елементи, які він вважав огидними. Напередодні Другої світової війни Салазар зробив таку заяву: «Ми проти всіх форм інтернаціоналізму, комунізму, соціалізму, синдикалізму і всього, що може розділити, звести до мінімуму або розбити сім'ю. Ми проти класової війни, нерелігійності та нелояльності до своєї країни; проти кріпацтва, матеріалістичної концепції життя та превалювання сили над правом». Однак Нова держава перейняла багато фашистських рис, найяскравішими прикладами яких є «Португальський легіон», «Португальська молодь» та корпоратизм; після закінчення Другої світової війни Салазар відмежував свій режим від фашизму.

### Друга світова війна

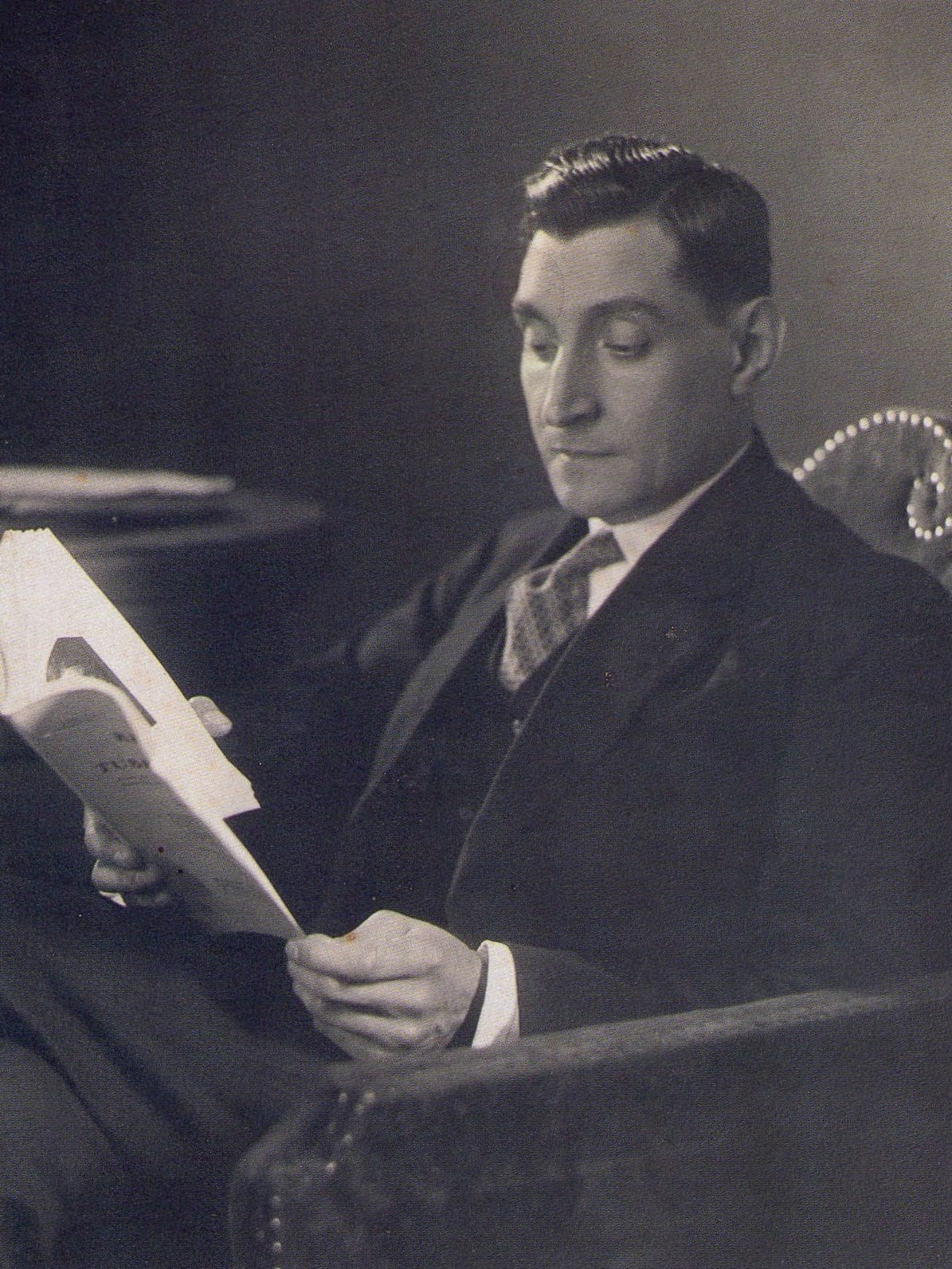
Салазар, 1940 рік

Португалія офіційно зберігала нейтралітет під час Громадянської війни в Іспанії (1936-39), але негласно надавала допомогу націоналістам Франсіско Франко. Під час Другої світової війни 1939—1945 років Португалія офіційно зберігала нейтралітет, вважаючи своїм найвищим пріоритетом уникнення нацистського вторгнення, яке було настільки руйнівним для більшості інших європейських країн. Спочатку режим демонстрував певні симпатії до країн Осі; Салазар, наприклад, висловив схвалення німецькому вторгненню до Радянського Союзу. Починаючи з 1943 року, Португалія надавала перевагу союзникам, надавши в оренду військово-повітряні бази на Азорських островах. Португалія неохоче здавала Азорські острови в оренду через пряму загрозу вторгнення, якщо Португалія не задовольнить прохання союзників. В статусі офіційного нейтралітету, Португалія торгувала з обома сторонами. 1944 року, після сильного тиску з боку союзників, вона припинила життєво важливі постачання вольфраму та каучуку до Німеччини. Лісабон був базою для операцій Міжнародного Червоного Хреста, який допомагав військовополоненим союзників, і головним повітряним транзитним пунктом між Великою Британією і США.
1942 року австралійські війська ненадовго окупували португальський Тимор, але незабаром були розгромлені японськими військами. Салазар працював над відновленням контролю над Східним Тимором, що відбулося після капітуляції Японії 1945 року.
1945 року Португалія оголосила дводенну жалобу через смерть Адольфа Гітлера.

### Після Другої світової війни

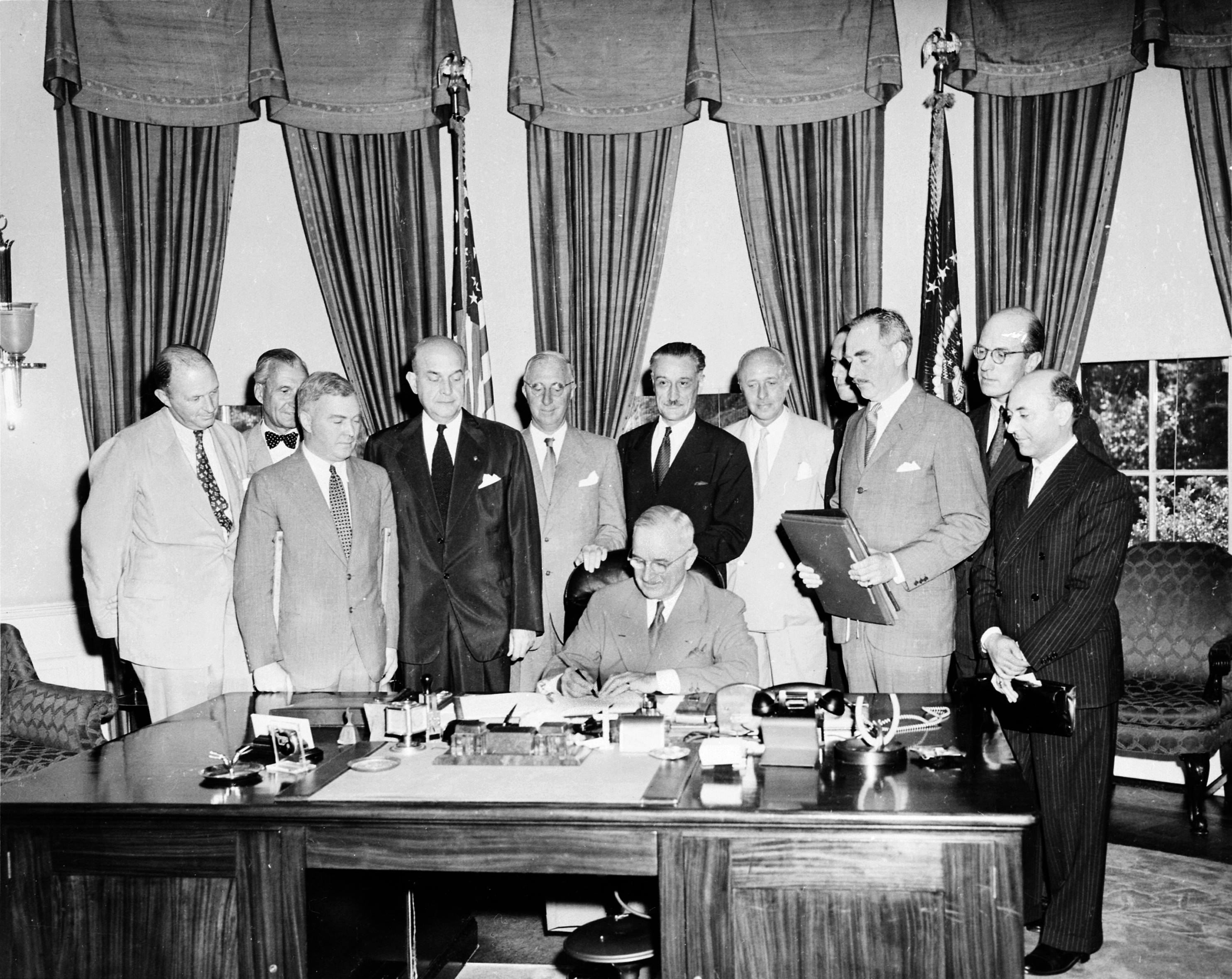
Президент Трумен підписує Північноатлантичний договір

Однак після Другої світової війни (1939—1945) корпоративістська економічна модель ставала дедалі менш придатною. А після деколонізації у 1950-1960-х роках португальський режим став також джерелом критики та незгоди з боку більшої частини міжнародної спільноти. Однак Салазар тримався за нього, тим самим сповільнюючи довгостроковий економічний розвиток країни. Повоєнна політика Салазара дозволила певну лібералізацію в політиці, зокрема, організовану опозицію з більшою свободою преси. Опозиційні партії були до певної міри толерантними, але їх також контролювали, обмежували та маніпулювали ними, в результаті чого вони розкололися на фракції й так і не сформували об'єднану опозицію. Він дозволив створення Руху демократичної єдності (порт. Movimento de Unidade Democrática) 1945 року. Рух бойкотував вибори, і Салазар легко переміг 18 листопада 1945 року. 1949 року Португалія стала членом-засновником НАТО. Президент Ошкар Кармона помер 1951 року після 25 років перебування на посаді, і його наступником став Франсішку Кравейру Лопіш. Проте Лопіш не захотів дати Салазару ту свободу дій, яку дав йому Кармона, і був змушений піти у відставку незадовго до закінчення свого терміну 1958 року. Морський міністр Амеріку Томаш, переконаний консерватор, балотувався на виборах 1958 року як офіційний кандидат. Кандидатом від опозиції був генерал Умберту Делгаду. Делгаду отримав лише близько 25 % голосів виборців, тоді як 52,6 % проголосували за Томаша. Вибори спочатку сприймалися як трохи більше, ніж імітація демократії, доки репортер не запитав Делгаду, чи залишить він Салазара у разі перемоги на виборах. Делгаду відповів: «Очевидно, я його звільню!» (порт. Obviamente, demito-o!) Він добре знав, що право президента звільняти прем'єр-міністра було на папері єдиним стримувальним фактором влади Салазара. Згодом мітинги Делгаду збирали величезні натовпи. Пізніше з'явилися докази того, що ПІДЕ вкидала в урни для голосування голоси за Томаша, що змусило багатьох нейтральних спостерігачів зробити висновок, що Делгаду переміг би, якби Салазар дозволив провести чесні вибори.
Після виборів Делгаду був звільнений з португальської армії та знайшов притулок у бразильському посольстві, а потім вирушив у вигнання, провівши більшу частину свого життя в Бразилії, а згодом в Алжирі. Не бажаючи допустити перемоги опозиції 1965 року, Салазар скасував прямі вибори президента на користь обрання його Національною асамблеєю, яка перебувала під жорстким контролем режиму і виконувала роль колегії виборщиків.
23 січня 1961 року військовий офіцер і політик Енріке Ґалван очолив захоплення португальського пасажирського судна «Санта-Марія». Терористична операція була успішною з точки зору антирежимної пропаганди, але в процесі її проведення загинула одна людина. Ґалван стверджував, що його наміром було відплисти до Анголи, щоб створити в Луанді ренегатський португальський уряд на противагу Салазару. Ґалван звільнив пасажирів в результаті переговорів з бразильськими офіційними особами в обмін на політичний притулок у Бразилії. Пізніше того ж року викрадачі змусили літак зробити коло над Лісабоном, щоб скинути листівки проти диктатури. Після цього шестеро викрадачів змусили екіпаж відвезти їх назад до Марокко.

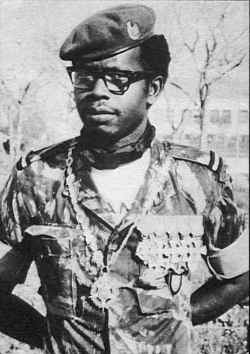
Марселіну да Мата, 1969. Найбільш нагороджений офіцер в історії португальської армії

1962 року сталася академічна криза. Режим, побоюючись зростання популярності як суто демократичних, так і комуністичних ідей серед студентів, здійснив бойкот і закриття кількох студентських об'єднань та організацій, у тому числі важливого Національного секретаріату португальських студентів. Більшість членів цієї організації були бойовиками опозиції, серед яких було багато комуністів. Антирежимні політичні активісти перебували під слідством і переслідуванням PIDE-DGS, і, залежно від тяжкості злочину, зазвичай потрапляли до в'язниці або переводилися з одного університету до іншого з метою дестабілізації опозиційних мереж та їхньої ієрархічної організації. Студенти, за потужної підтримки підпільної Комуністичної партії, відповіли демонстраціями, кульмінацією яких стала величезна студентська демонстрація в Лісабоні 24 березня, яка була жорстоко придушена спецпризначенцями. Марселу Каетану, видатний член режиму і чинний ректор Лісабонського університету, подав у відставку.

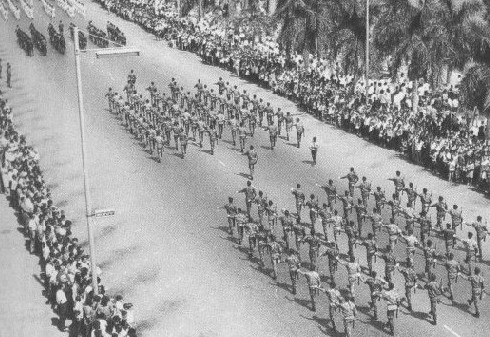
Військовий парад ЗС Португалії в Луанді під час колоніальної війни (1961-74)

Небажання багатьох молодих чоловіків приймати тяготи колоніальної війни призвело до того, що десятки тисяч португальських громадян щороку виїжджали в пошуках економічних можливостей за кордон, щоб уникнути призову до армії. За понад 15 років майже мільйон осіб емігрував до Франції, ще мільйон — до США, багато сотень тисяч — до Німеччини, Швейцарії, Великої Британії, Люксембургу, Венесуели чи Бразилії. Політичні партії, такі як Соціалістична партія, переслідувані на батьківщині, були створені в еміграції. Єдиною партією, якій вдалося продовжити (нелегально) діяти в Португалії протягом усього періоду диктатури, була Комуністична партія.

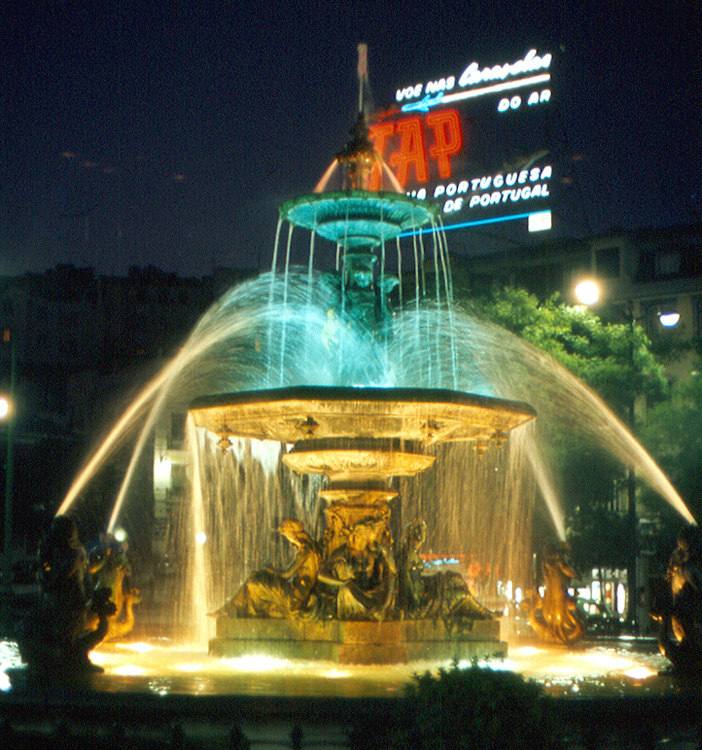
Площа Россіо, Лісабон, червень 1968 року

1964 року Делгаду заснував у Римі Фронт національного визволення Португалії, публічно заявляючи, що єдиним способом покінчити з Новою Державою є військовий переворот, тоді як багато інших виступали за національне повстання.
Делгаду та його бразильський секретар Арахарір Морейра де Кампуш були вбиті 13 лютого 1965 року в Іспанії у засідці, влаштованій PIDE.
На думку деяких португальських правих дослідників, таких як Жайме Ногейра Пінту і Руй Рамуш, ранні реформи і політика Салазара забезпечили політичну і фінансову стабільність, а отже, соціальний порядок і економічне зростання після політично нестабільних і фінансово хаотичних років Першої республіки (1910—1926). Інші історики, як-от лівий політик Фернанду Розаш, зазначають, що політика Салазара з 1930-х до 1950-х років призвела до економічної та соціальної стагнації і нестримної еміграції, перетворивши Португалію на одну з найбідніших країн Європи, яка також мала нижчий рівень грамотності, ніж її сусіди в Північній півкулі.

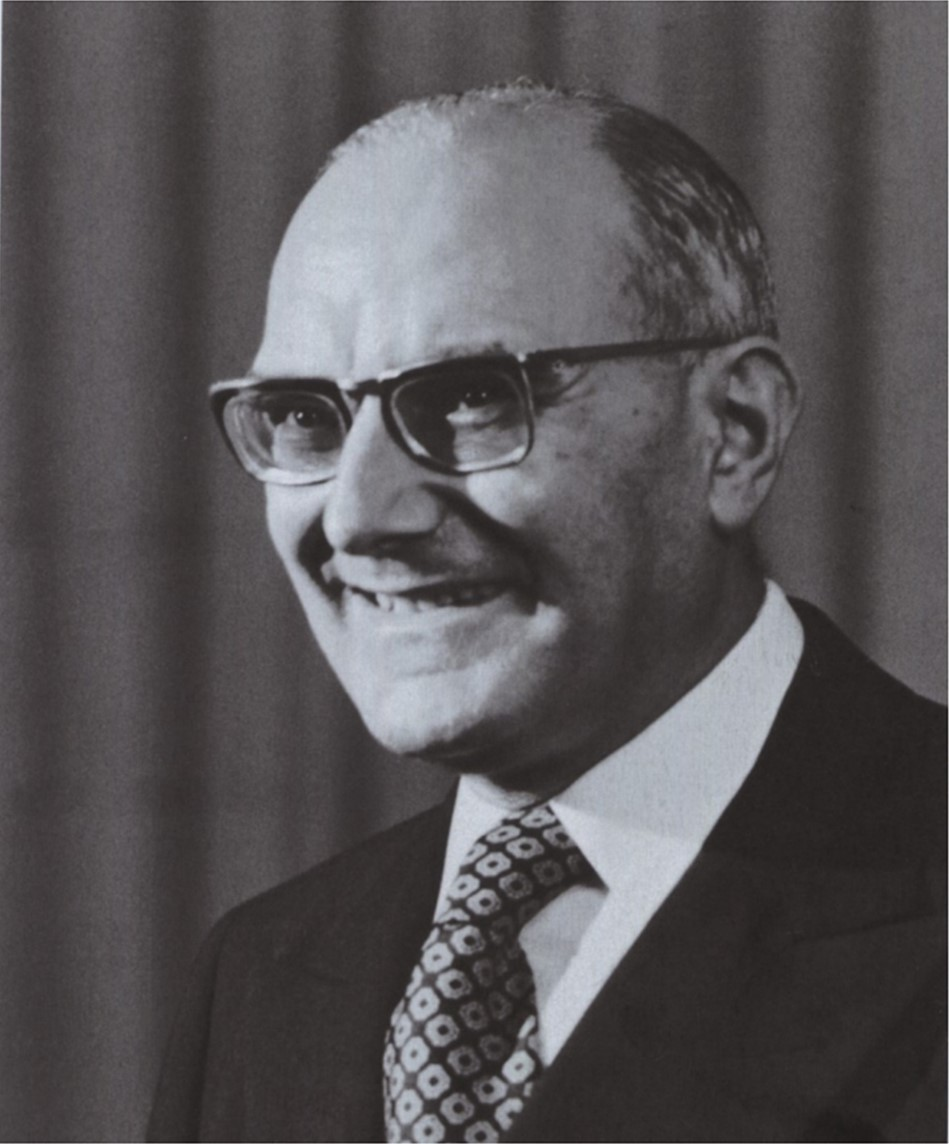
Марселу Каетану

1968 року Салазар переніс інсульт. Оскільки вважалося, що йому залишилося жити недовго, Томаш замінив його на Марселу Каетану, колишнього ректора Лісабонського університету і видатного вченого юридичного факультету, який, попри свою протестну відставку 1962 року, був прихильником режиму. Салазар так і не був поінформований про це рішення і, як повідомляється, помер 1970 року все ще вважаючи себе прем'єр-міністром. Більшість людей сподівалися, що Каетану пом'якшить межі авторитарного режиму Салазара і модернізує економіку, яка вже зростала. Каетану продовжив сприяти економічному зростанню і здійснив важливі соціальні покращення, такі як призначення щомісячної пенсії сільським працівникам, які ніколи не мали можливості сплачувати внески на соціальне страхування. На національному рівні були зроблені деякі масштабні інвестиції, такі як будівництво великого нафтопереробного центру в Сінеші. Спочатку економіка реагувала дуже добре, але в 1970-х роках почали проявлятися серйозні проблеми, частково через двозначну інфляцію (з 1970 року і далі) та наслідки нафтової кризи 1973 року.

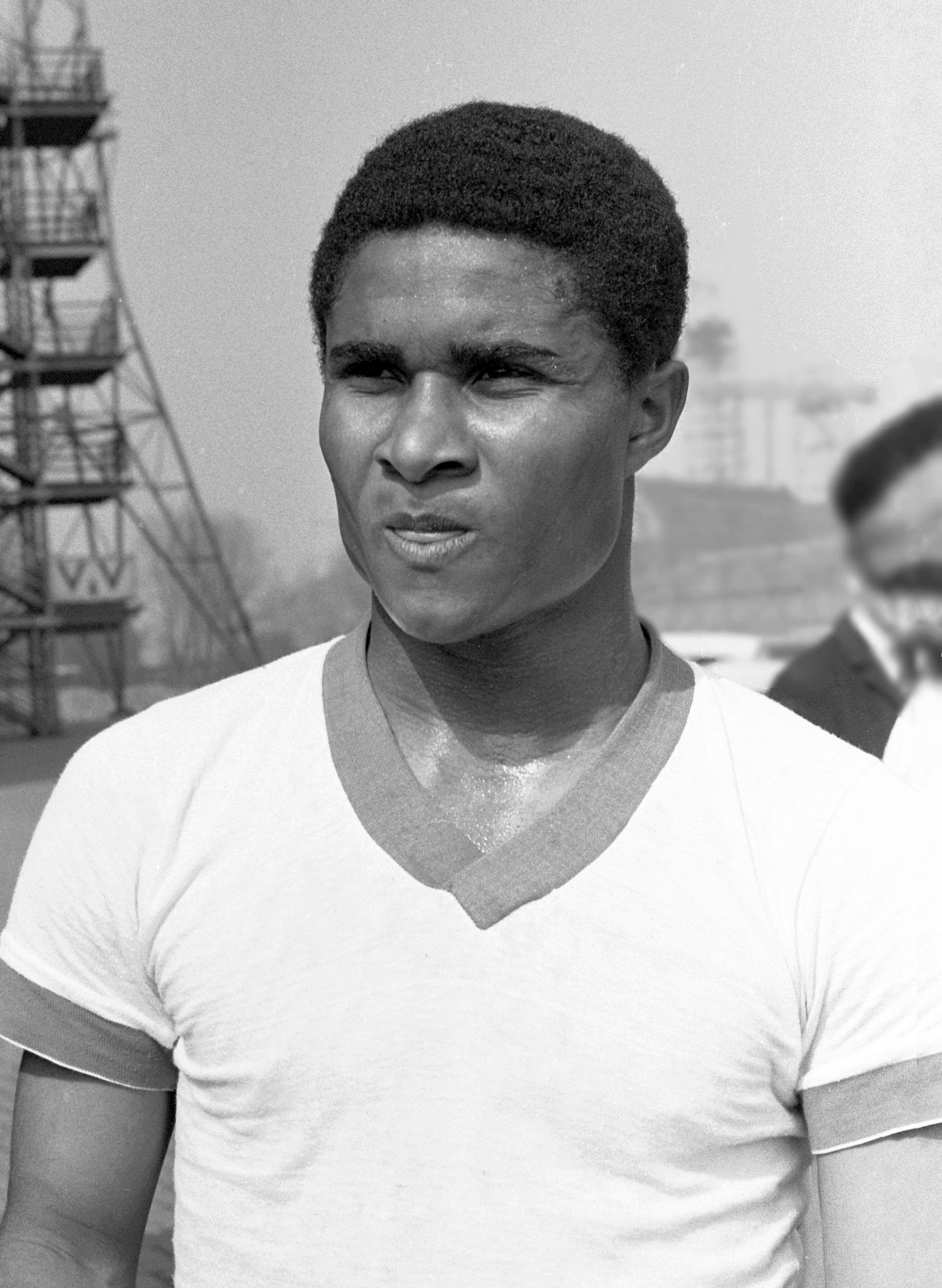
Еусебіу да Сілва Феррейра, найвідоміший португальський спортсмен часів Нової Держави

Однак нафтова криза 1973 року мала потенційно сприятливий вплив на Португалію, оскільки майже нерозвідані запаси нафти, які Португалія мала на своїх заморських територіях Анголи та Сан-Томе і Принсіпі, почали розроблятися швидкими темпами. Хоча Каетану був засадничо авторитарним, він доклав певних зусиль, щоб зробити режим більш відкритим. Невдовзі після приходу до влади він перейменував режим на «соціальну державу» і дещо посилив свободу слова та преси. Ці заходи були недостатніми для значної частини населення, яка не пам'ятала нестабільності, що передувала правлінню Салазара. Люди також були розчаровані тим, що Каетану не бажав лібералізувати виборчу систему. Проведення виборів 1969 і 1973 років мало чим відрізнялося від минулих виборів за попередні чотири десятиліття. Національна єдність, перейменована на Народну національну дію, як і раніше, здобувала всі місця в парламенті. Як і раніше, опозицію ледь терпіли, а опозиційні кандидати зазнавали жорстоких репресій. Однак Каетану довелося витратити весь свій політичний капітал, щоб вичавити навіть ці мізерні реформи з прихильників жорсткої лінії режиму — насамперед Томаша, який не був готовий дати Каетану таку свободу дій, яку він дав Салазару. Таким чином, Каетану був не в змозі чинити опір, коли Томаш та інші реакціонери змусили припинити 1973 року експеримент з реформами.

## Економіка

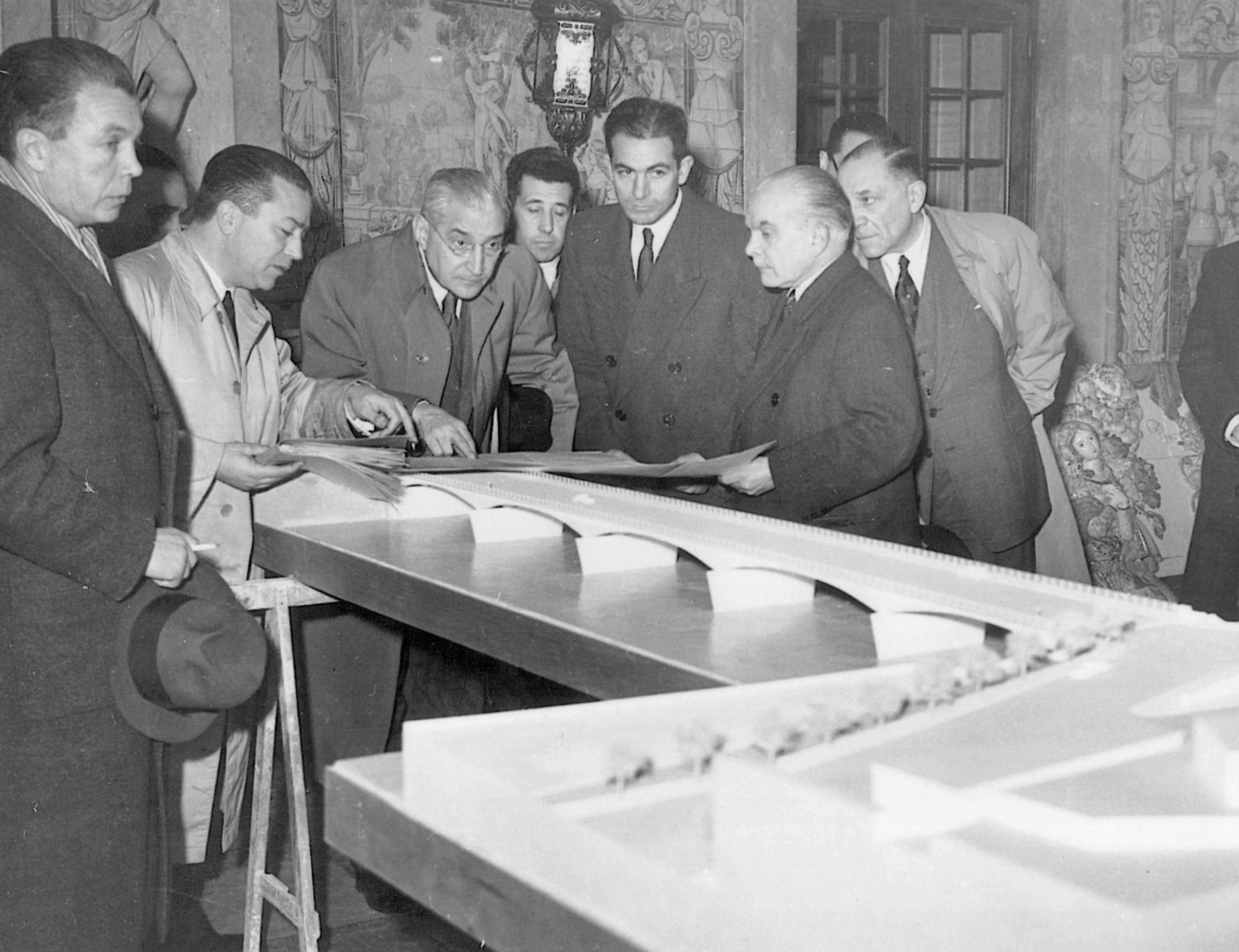
Салазар оглядає макет моста Санта-Клара в Коїмбрі

Головною проблемою Португалії 1926 року був величезний державний борг. Кілька разів між 1926 і 1928 роками Салазар відмовлявся від призначення на посаду міністра фінансів. Він пояснював це поганим станом здоров'я, відданістю своїм старим батькам і тим, що віддає перевагу академічним монастирям. 1927 року, за часів міністра Сінеля де Кордеша, державний дефіцит продовжував зростати. Уряд намагався отримати кредити від Baring Brothers під егідою Ліги Націй, але умови були визнані неприйнятними. Коли Португалія опинилася під загрозою неминучого фінансового краху, Салазар нарешті погодився стати міністром фінансів 26 квітня 1928 року після того, як республіканець і масон Ошкар Кармона був обраний президентом. Однак перед тим, як обійняти цю посаду, він особисто заручився від Кармони категоричним запевненням, що на посаді міністра фінансів він матиме право накладати вето на витрати в усіх урядових відомствах, а не лише у своєму власному. Салазар був фінансовим царем фактично з дня вступу на посаду.
Протягом одного року, озброєний спеціальними повноваженнями, Салазар збалансував бюджет і стабілізував португальську валюту. Наводячи лад у державних рахунках, запроваджуючи жорстку економію та записуючи червоним олівцем витрати, Салазар створив перший з багатьох профіцитів бюджету, що стало безпрецедентним нововведенням у Португалії.
У липні 1940 року американський журнал Лайф опублікував статтю про Португалію і, посилаючись на її недавню хаотичну історію, стверджував, що «будь-хто, хто бачив Португалію 15 років тому, цілком міг би сказати, що вона заслуговує на смерть. Вона була погано керованою, збанкрутілою, убогою, охопленою хворобами й бідністю. Це був такий безлад, що Ліга Націй винайшла слово для опису абсолютного низького рівня національного добробуту: „португальський“. Тоді армія скинула республіку, яка довела країну до такого жалюгідного стану». Лайф додав, що керувати Португалією було важко, і пояснив, як Салазар «застав країну в хаосі та бідності», а потім реформував її.

Країни-члени ЄАВТ після 1995
Колишні країни-члени, нині переважно країни-члени ЄС. Португалія приєдналася до ЄЕC 1986 року (зараз ЄС), покинувши ЄАВТ після заснування 1960 року.

З 1950 року і до смерті Салазара 1970 року ВВП на душу населення в Португалії зростав у середньому на 5,7 % на рік. Поява нових технократів на початку 1960-х років з економічним та технічно-промисловим досвідом призвела до нового періоду економічного піднесення, коли Португалія стала привабливою країною для міжнародних інвестицій. Промисловий розвиток та економічне зростання триватимуть протягом 1960-х років. Під час перебування Салазара на посаді прем'єр-міністра Португалія брала участь у створенні Європейської асоціації вільної торгівлі (ЄАВТ) 1960 року та Організації економічного співробітництва та розвитку (ОЕСР) 1961 року. На початку 1960-х років Португалія також приєдналася до Генеральної угоди з тарифів і торгівлі (ГАТТ), Міжнародного валютного фонду (МВФ) та Світового банку. Це ознаменувало початок економічної політики Салазара, більш орієнтованої на зовнішні ринки. Зовнішня торгівля Португалії зросла на 52 % в експорті та на 40 % в імпорті. Економічне зростання і рівень нагромадження капіталу в 1960—1973 роках характеризувалися безпрецедентно високими щорічними темпами зростання ВВП (6,9 %), промислового виробництва (9 %), приватного споживання (6,5 %) і валового нагромадження основного капіталу (7,8 %).

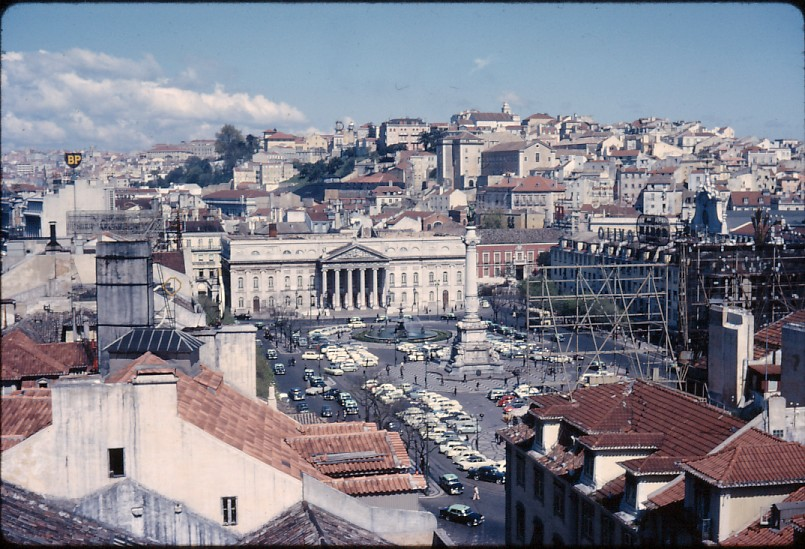
Площа короля Педру IV (Россіо), Лісабон, квітень 1964 року

1960 року, коли Салазар розпочав зовнішню економічну політику, після закінчення періоду глибокого економічно неліберального корпоративізму та протекціонізму, ВВП на душу населення Португалії становив лише 38 % від середнього показника по Європейській Спільноті (ЄЕС); до кінця періоду правління Салазара, у 1968 році, він зріс до 48 %; а 1973 року, під керівництвом Марселу Каетану, ВВП на душу населення Португалії досяг 56,4 % від середнього показника по ЄЕС. Якщо проаналізувати довгострокову перспективу, то після тривалого періоду економічної дивергенції до 1914 року і періоду хаосу за часів Першої республіки, португальська економіка дещо відновилася до 1950 року, після чого вступила на шлях потужного економічного зближення з найбагатшими економіками Західної Європи, аж до Революції гвоздик у квітні 1974 року. Португальське економічне зростання в період 1960—1973 років за режиму Нової Держави (і навіть з урахуванням наслідків дорогої війни на африканських територіях проти незалежницьких партизанських угруповань, підтримуваних Комуністичним блоком та іншими) створило можливість для реальної інтеграції з розвиненими економіками Західної Європи. Завдяки еміграції, торгівлі, туризму та іноземним інвестиціям приватні особи та фірми змінили свої моделі виробництва та споживання, що призвело до структурних перетворень. Водночас, наростання складності економіки, що зростала, ставила нові технічні та організаційні виклики, стимулюючи формування сучасних професійних та управлінських команд.

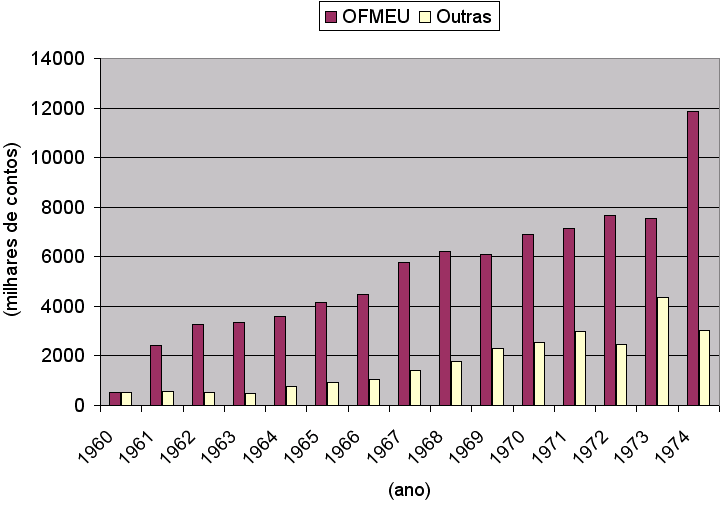
Військові витрати Португалії під час колоніальної війни

Щодо заморських територій, окрім військових заходів, офіційною відповіддю Португалії на вітер змін в африканських колоніях була їхня адміністративна та економічна інтеграція з материком. Цього було досягнуто шляхом переміщення населення та капіталу, лібералізації торгівлі та створення спільної валюти, так званої зони ескудо. Програма інтеграції, започаткована 1961 року, передбачала скасування мита на імпорт з заморських територій Португалії до січня 1964 року. Останнім, з іншого боку, було дозволено продовжувати стягувати мита на товари, імпортовані з Португалії, але за пільговими ставками, в більшості випадків 50 % від звичайних мит, що стягуються територіями з товарів, які походять з-за меж зони ескудо. Ефект цієї дворівневої тарифної системи полягав у наданні португальському експорту пільгового доступу до колоніальних ринків. Економіка заморських провінцій, особливо Анголи та Мозамбіку, переживала бум.

Португальські заморські території в Африці

Певною мірою капіталістична за своєю природою, хоча й дуже обумовлена вимогами промислового ліцензування до початку останнього етапу правління Салазара, в 1960-х роках, дуже пізня і болісно повільна лібералізація португальської економіки отримала новий поштовх за наступника Салазара, прем'єр-міністра Марселу Жозе душ Невеш Каетану (1968—1974), чия адміністрація скасувала вимоги промислового ліцензування для фірм у більшості секторів, а 1972 року підписала угоду про вільну торгівлю з новоствореною Європейською спільнотою. Згідно з угодою, яка набула чинності на початку 1973 року, Португалії було надано час до 1980 року для скасування обмежень на більшість товарів Спільноти і до 1985 року — на деякі чутливі товари, що становили близько 10 відсотків від загального експорту ЄЕС до Португалії. Починаючи з 1960 року, членство в ЄАВТ та зростання присутності іноземних інвесторів сприяли промисловій модернізації та диверсифікації експорту Португалії в період між 1960 та 1973 роками. Каетану продовжив сприяти економічному зростанню та деяким соціальним покращенням, таким як призначення щомісячної пенсії сільським працівникам, які ніколи не мали можливості сплачувати внески на соціальне страхування. На національному рівні були зроблені деякі масштабні інвестиції, такі як будівництво великого нафтопереробного центру в Сінеші.
Попри концентрацію засобів виробництва в руках невеликої кількості сімейних фінансово-промислових груп, португальська бізнес-культура уможливила дивовижну висхідну мобільність осіб з університетською освітою та походженням із середнього класу в професійній управлінській кар'єрі.
До Революції гвоздик 1974 року найбільші, найбільш технологічно розвинені (і нещодавно організовані) фірми пропонували найбільші можливості для управлінської кар'єри, заснованої на заслугах, а не на народженні.
На початку 1970-х років швидке економічне зростання Португалії, що супроводжувалося збільшенням споживання та купівлею нових автомобілів, визначило пріоритетність удосконалення транспорту. 1972 року була заснована компанія Brisa — Autoestradas de Portugal, і держава надала їй 30-річну концесію на проєктування, будівництво, управління та обслуговування сучасної мережі швидкісних автомагістралей.
Економіка Португалії та її заморських територій напередодні Революції гвоздик (військового перевороту 25 квітня 1974 року) зростала значно швидше, ніж у середньому по Європі. Купівельна спроможність середньостатистичної сім'ї зростала разом з новими моделями і тенденціями споживання, що сприяло як інвестиціям у нове капітальне обладнання, так і споживчим витратам на товари тривалого і нетривалого користування.
Економічна політика режиму Нової Держави заохочувала та створювала умови для формування великих та успішних бізнес-конгломератів. В економічному плані режим Нової Держави підтримував політику корпоратизму, яка призвела до того, що значна частина португальської економіки опинилася в руках кількох потужних конгломератів, зокрема, заснованих сім'ями Антоніу Шампалімо (Banco Pinto & Sotto Mayor, Cimpor), Жозе Мануеля де Мелло (CUF — Companhia União Fabril, Banco Totta & Açores), Амеріку Аморім («Кортішейра Аморім»), а також сім'єю душ Сантуш (Jerónimo Martins). Ці португальські конгломерати мали бізнес-модель, подібну до японських кейрецу та дзайбацу або південнокорейських чеболів з точки зору бачення, місії та мети. Companhia União Fabril (CUF) була одним з найбільших і найбільш диверсифікованих португальських конгломератів з основними видами діяльності (цементна, хімічна, нафтохімічна, агрохімічна, текстильна, пиво, напої, металургія, кораблебудування, електротехніка, страхування, банківська справа, папір, туризм, гірнича промисловість тощо) і головним офісом, розташованим у материковій частині Португалії, а також філіями, заводами і кількома бізнес-проєктами, що розвиваються, по всій Португальській імперії, особливо на португальських землях — Анголі та Мозамбіку. Інші сімейні компанії середнього розміру спеціалізуються на виробництві текстилю (наприклад, у місті Ковілян та на північному заході), кераміки, порцеляни, скла та кришталю (наприклад, Алкобаса, Калдаш-да-Раїня та Маріня-Гранде), штучної деревини (наприклад, SONAE поблизу Порту), виробництві мотоциклів (наприклад, Casal та FAMEL в окрузі Авейру), рибні консерви (як в Алгарве та на північному заході, де знаходиться одна з найстаріших рибних консервних компаній у світі), рибальство, харчові продукти та напої (алкогольні напої, від лікерів, таких як лікер Beirão та жінжінья, до пива, такого як Sagres, вироблялися по всій країні, але портвейн був одним з найвідоміших алкогольних напоїв, що експортувалися), туризм (добре розвинений в Ешторілі/Кашкайш/Сінтрі (Португальська Рив'єра) і Алгарве з 1960-х років), а також сільське господарство та агробізнес (як ті, що розкидані навколо Рібатежу та Алентежу — відомих як житниці Португалії, а також сумнозвісний агропромисловий комплекс Кашау, створений в Міранделі на півночі Португалії, 1963 року) доповнили панораму економіки на початку 1970-х років і охоплювали експортноорієнтовані підприємства, що фінансувалися шляхом прямих іноземних інвестицій, такі як автомобільний складальний завод, заснований 1962 року компанією Citroën, який розпочав свою діяльність 1964 року в Мангуалде, та завод Leica, створений 1973 року у Віла-Нова-де-Фамалікан. Крім того, сільське населення було прихильне до аграризму — дуже важливого для більшості населення, оскільки багато сімей жили виключно коштом сільського господарства або доповнювали свою зарплату доходами від фермерства, тваринництва та лісового господарства.
Крім того, заморські території також демонстрували разючі темпи економічного зростання та розвитку, починаючи з 1920-х років. Навіть під час колоніальної війни (1961—1974), заморські території Анголи й Мозамбіку мали постійні темпи економічного зростання, а деякі сектори місцевої економіки процвітали. Це були відомі на міжнародному рівні центри виробництва нафти, кави, бавовни, кеш'ю, кокосової пальми, деревини, мінералів (таких як алмази), металів (таких як залізо та алюміній), бананів, цитрусових, чаю, сизалю, пива (Cuca (Ангола) і Laurentina (Мозамбік) були успішними пивними брендами місцевого виробництва), цементу, риби та інших морепродуктів, яловичини та текстилю. Туризм також швидко розвивався в португальській Африці завдяки розвитку і попиту на пляжні курорти, що зростали та заповідники дикої природи. Хоча війна проти повстанців в Анголі була виграна, вона була менш ніж задовільно стримана в Мозамбіку і небезпечно зайшла в глухий кут у Португальській Гвінеї з португальської точки зору, тому португальський уряд вирішив розробити політику сталого розвитку, щоб забезпечити безперервні джерела фінансування військових зусиль у довгостроковій перспективі.

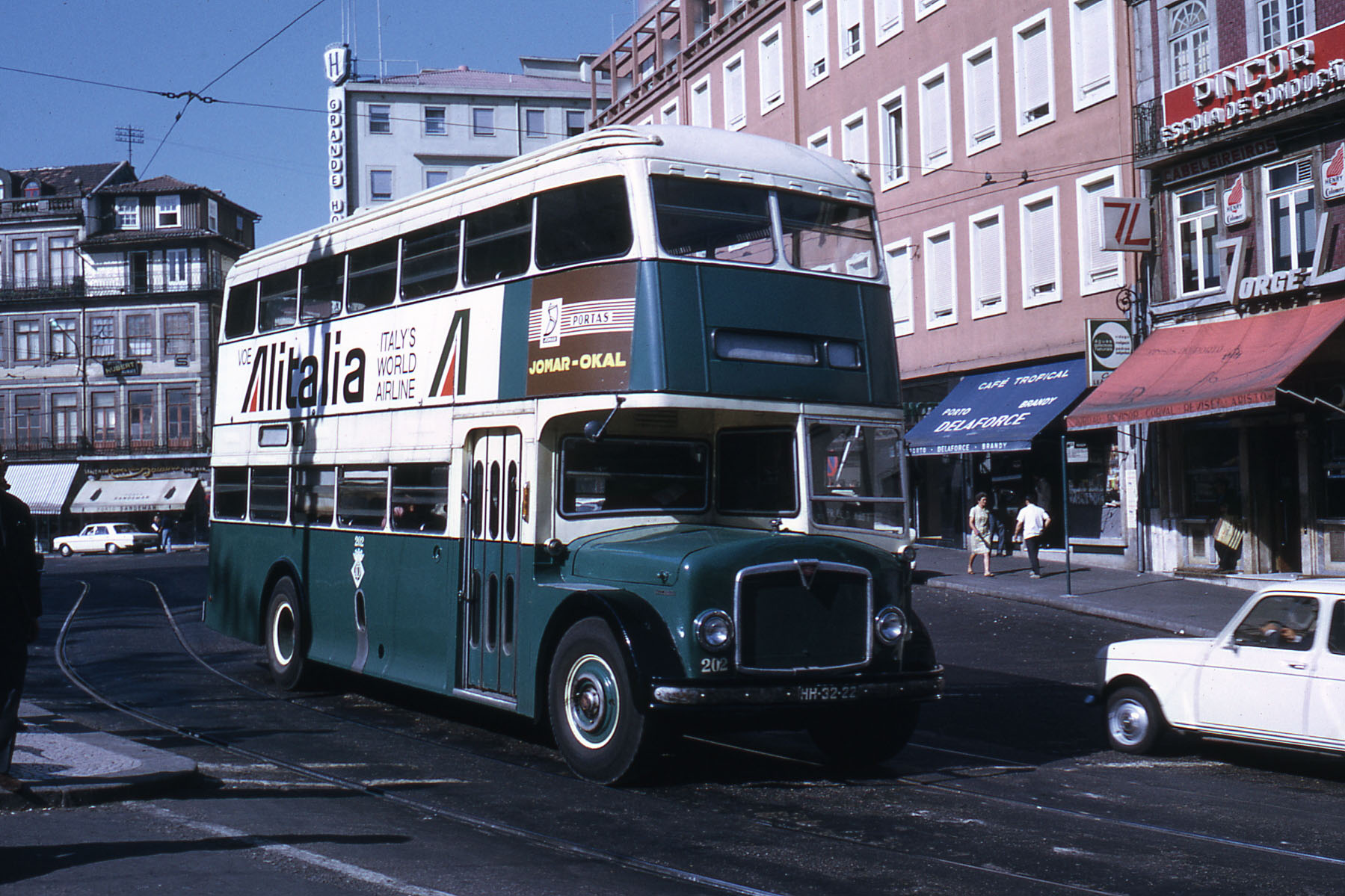
Автобус у Порту, 1972 рік

13 листопада 1972 року декретом-законом № 448/72 та наказом Міністерства оборони № 696/72 було створено суверенний фонд добробуту (Заморський фонд, порт. Fundo do Ultramar) з метою фінансування боротьби з повстанцями на португальських заморських територіях. Крім того, були прийняті нові декретні закони (№ 353 від 13 липня 1973 року, № 409 від 20 серпня) з метою скорочення військових витрат і збільшення кількості офіцерів шляхом включення нерегулярних збройних формувань до складу регулярних військових академій.
Профспілки були заборонені, а положення про мінімальну заробітну плату не застосовувалося. Однак у 1960-х роках в умовах зростання економіки, що поліпшувало умови життя португальського населення, початок колоніальних воєн в Африці спричинив значні соціальні зміни, зокрема, швидке залучення все більшої кількості жінок до ринку праці. Марселу Каетану почав сприяти економічному зростанню та деяким соціальним покращенням, таким як призначення щомісячної пенсії сільським працівникам, які ніколи не мали можливості сплачувати внески на соціальне страхування. Пенсійна реформа Каетану мала три цілі: підвищення справедливості, зменшення фіскального та актуарного дисбалансу і досягнення більшої ефективності для економіки в цілому, наприклад, шляхом встановлення внесків, що менше викривляють ринок праці, або шляхом надання можливості заощадженням, отриманим пенсійними фондами, збільшувати інвестиції в економіку. 1969 року, коли Салазара замінив Марселу Каетану, підконтрольна Новій Державі країна відчула дуже легкий присмак демократії, і Каетану дозволив сформувати перший демократичний профспілковий рух з 1920-х років.

## Освіта

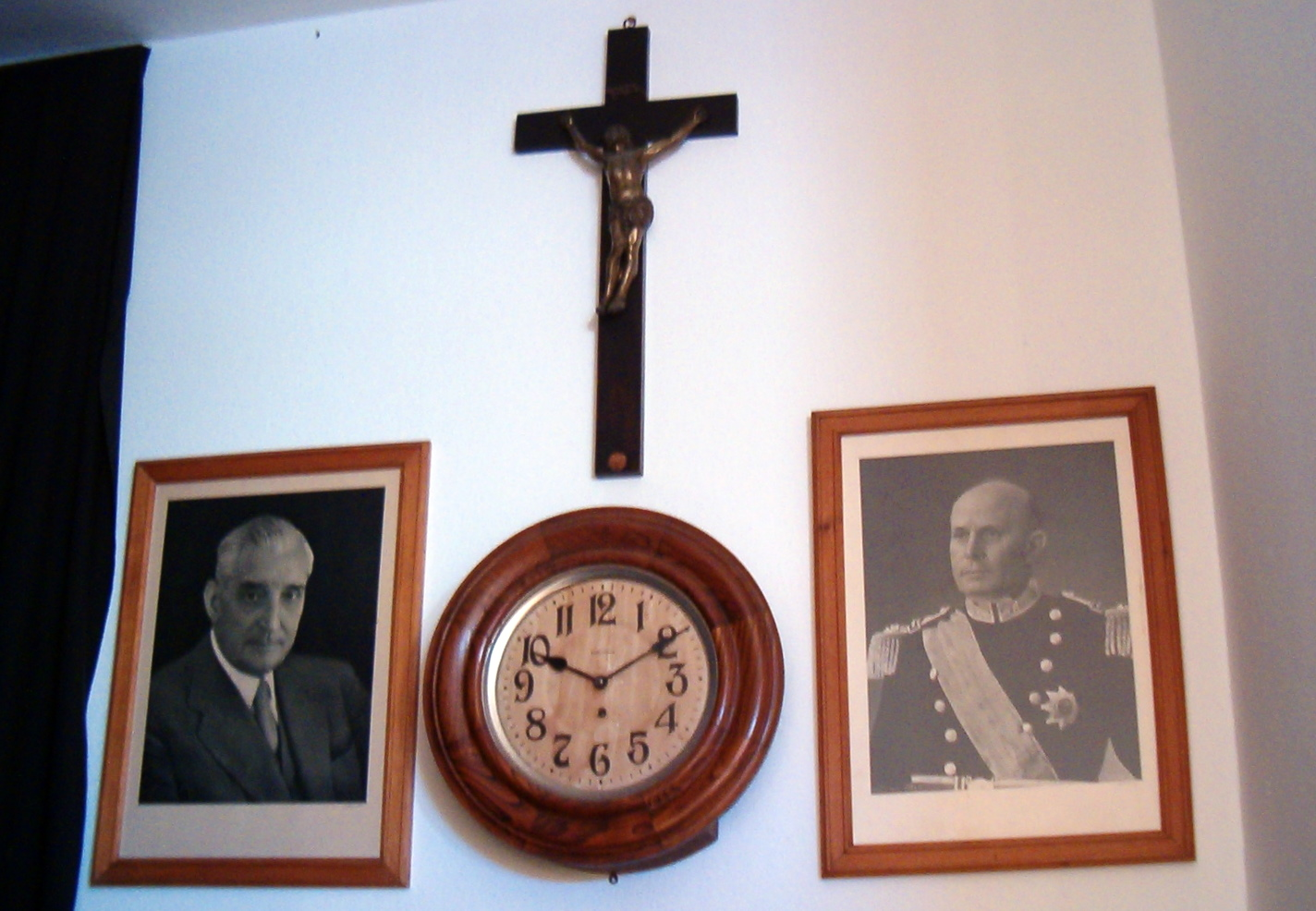
Обов'язкові елементи початкових шкіл часів Нової держави: Салазар, хрест Розп'яття і Амеріку Томаш

### Перші роки (1933—1936)

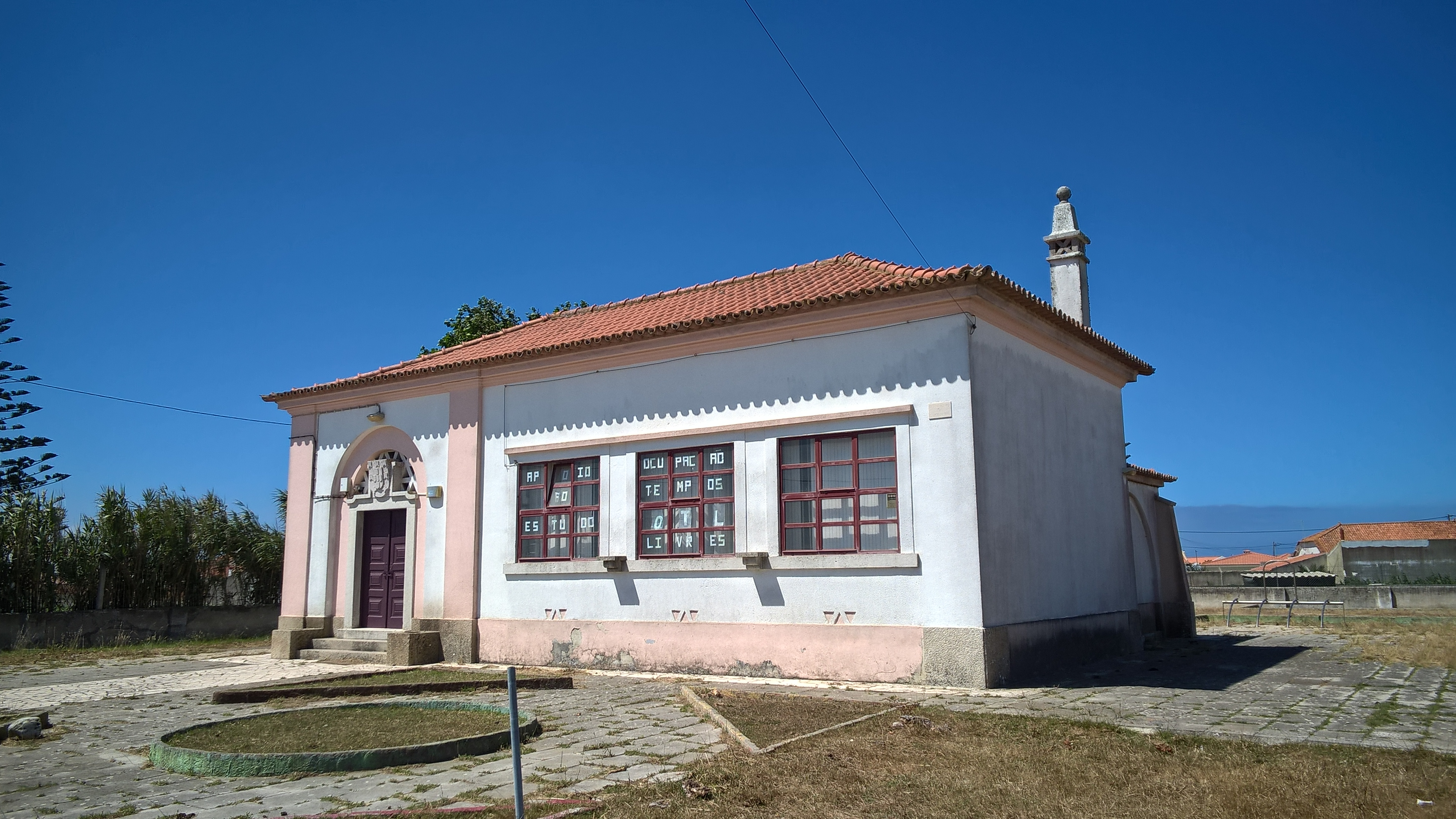
Приклад будівлі початкової школи, збудованої в часи Нової Держави згідно з «Планом століть»

Згідно з конституцією 1933 року, Нова Держава встановила обов'язкову трирічну освіту. Вперше обов'язкова освіта була запроваджена в Португалії за часів монархії (1844 рік) з трирічним терміном навчання, потім за часів Першої республіки збільшена до п'яти років, але вона на практиці ніколи не застосовувалася. Конституція визначала державну освіту як таку, що має на меті «формування характеру, професійної цінності та всіх громадянських і моральних чеснот на додаток до фізичного зміцнення та вдосконалення інтелектуальних здібностей» (стаття 43 Конституції 1933 року).
Протягом перших трьох років існування Нової Держави тодішнє Міністерство народної освіти мало загалом чотирьох різних міністрів.

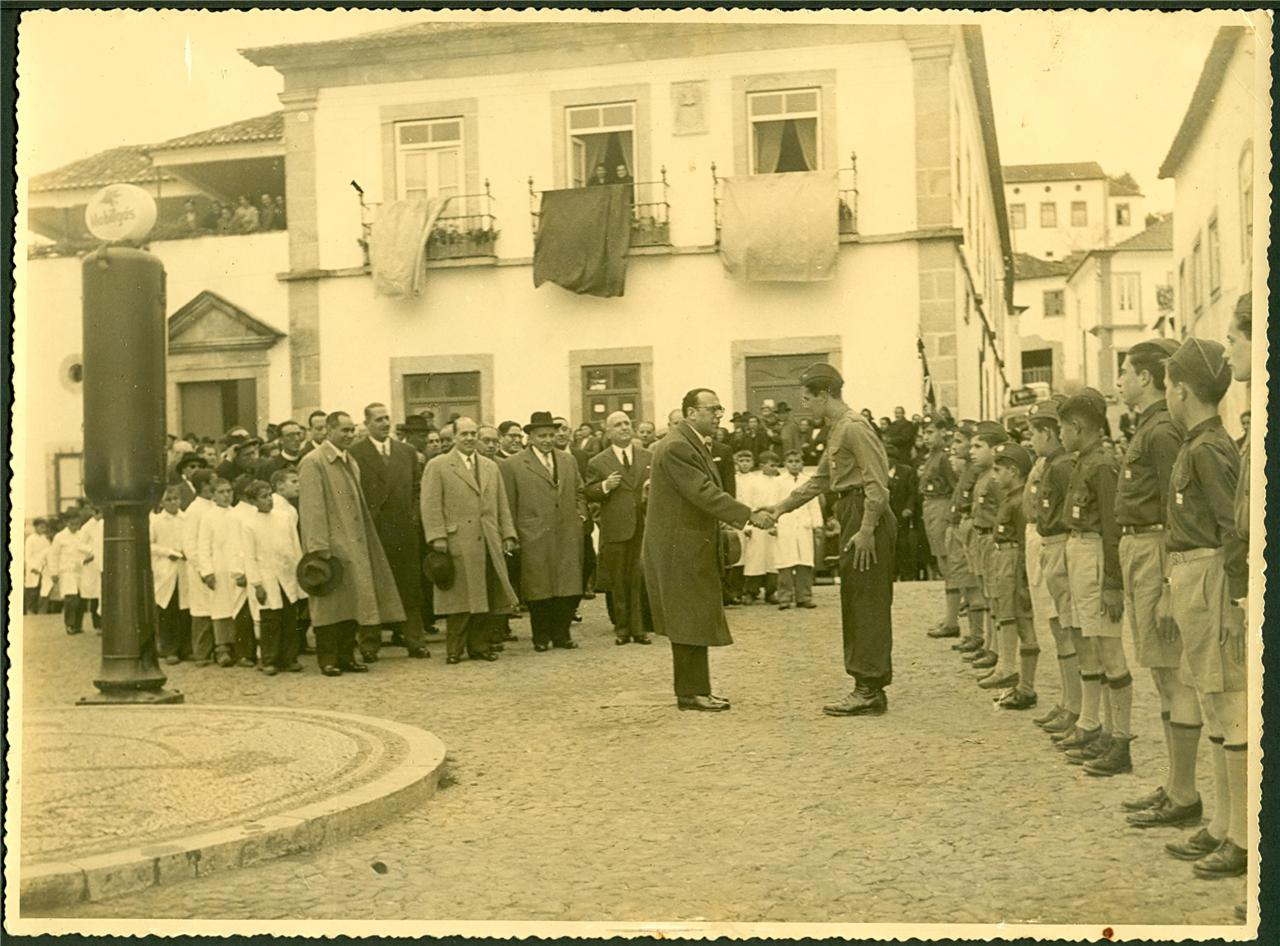
Діти в формі «Португальської молоді» (справа), 1956 рік

### Карнейру Пашеку
1936 року Антоніу Карнейру Пашеку (на той час ректор Лісабонського університету) був призначений міністром народної освіти. Того ж року його міністерство видало постанову, яка змінила назву міністерства на Міністерство національної освіти й включила до його складу Національну раду освіти (порт. Junta Nacional da Educação). Національна рада освіти мала на меті вивчати та інформувати міністра з усіх питань як освіти, так і культури. Батьки та освітяни мали бути представлені в усіх секціях цієї Ради, окрім секції культурних зв'язків та наукових досліджень. Ця Рада мала замінити Вищу раду народної освіти, яка існувала з 1835 року, а також інші дорадчі органи, такі як Національна рада з питань розкопок та антикваріату.
Іншими важливими подіями, що відбулися під час каденції Карнейру Пашеку, були створення «Португальської молоді» (порт. Mocidade Portuguesa), «Плану століть» (порт. Plano dos Centenários) та ухвалення єдиного підручника для кожного класу.
1936 року було створено «Португальську молодь», яка визначалася як «національна і допризовна організація, здатна стимулювати всебічний розвиток фізичних здібностей [молоді], формування її характеру і відданості Батьківщині, а також створити умови для ефективної боротьби за її захист» (розділ XI закону 1941 року).
«План століть» мав на меті побудувати мережу шкіл, уніфікованих за регіонами, які б відповідали тогочасним педагогічним і гігієнічним критеріям. Будівлі мали бути пристосовані до відмінностей у кліматі, матеріальних ресурсах та будівельних процесах кожного регіону. План був офіційно затверджений 1939 року, але через Другу світову війну його перший етап розпочався лише 1944 року. Він вийде далеко за межі мандату Карнейру Пашеку, і його VI етап розпочнеться 1959 року. 1961 року його замінить «Новий план будівництва». Між 1930 і 1940 роками кількість початкових шкіл зросла з 27 000 до 40 000.

### Між Карнейру Пашеку та Вейга Сіман (1940—1970)

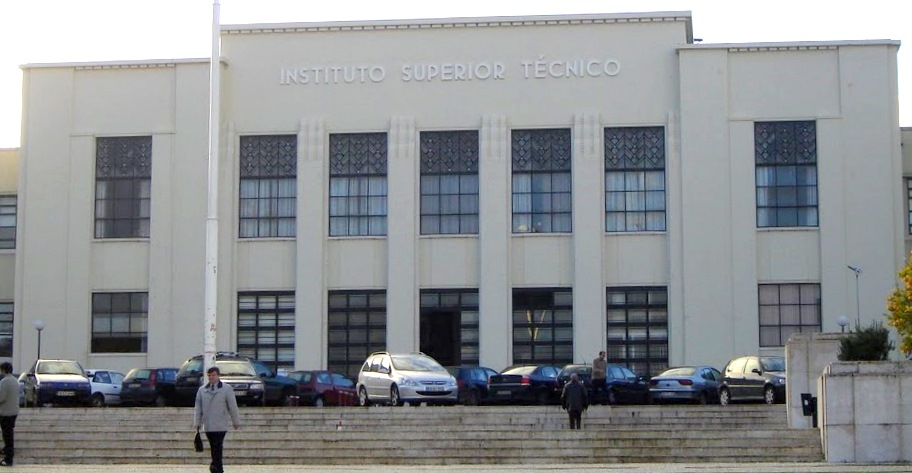
Instituto Superior Técnico, найбільший та найпрестижніший навчальний заклад інженерії Португалії, збудований 1937 року

1952 року, хоча 81,4 % дітей у віці від 10 до 11 років були грамотними, лише 6,3 % з них закінчили трирічну обов'язкову освіту. Того ж року було започатковано масштабний багатоплановий План народної освіти, який мав на меті знизити рівень неписьменності серед підлітків і дорослих та охопити школою кожну дитину шкільного віку. Цей план передбачав штрафи для батьків, які не виконували його, і вони суворо дотримувалися.
1956 року обов'язкова освіта для хлопчиків (1960 року й для дівчаток) була збільшена з трьох до чотирьох років.
До кінця 1950-х років Португалії вдалося витягнути себе з освітньої прірви, в якій вона довго перебувала: неписьменність серед дітей шкільного віку практично зникла.

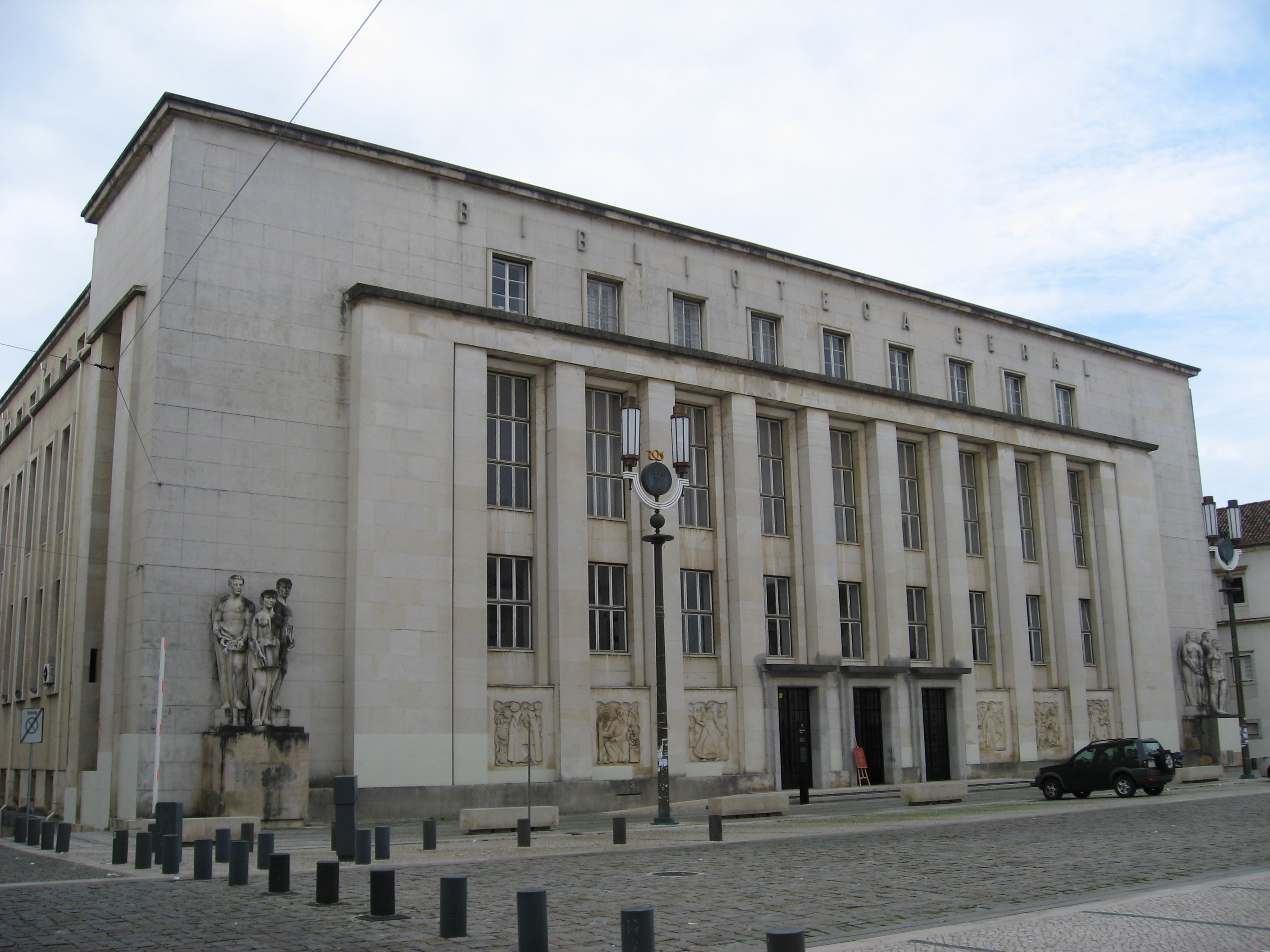
Головна будівля бібліотеки Коїмбрського університету – Edifício Novo (Нова будівля, 1962) в Alta Universitária, Коїмбра

1959 року міністр освіти Лейте Пінту сприяє першим переговорам між Португалією та ОЕСР, які призведуть до включення Португалії в проєкт ОЕСР (DEEB, Розвиток та економіка в освітньому будівництві) для допомоги середземноморським країнам 1963 року.
1962 року Міністерство заморських територій, яке тоді очолював Адріану Морейра, заснувало університети в заморських провінціях Анголи (Університет Луанди) та Мозамбіку (Університет Луренсу Маркеша). Крім того, до цього десятиліття були значно розширені та модернізовані вже наявні університети в Лісабоні та Коїмбрі. Були побудовані нові будівлі та кампуси. Великі роботи з розширення та модернізації Лісабонського університету в 1950-х і 1960-х роках та Університету Коїмбри з 1943 року створили цілі нові райони в цих двох містах, відомі як Cidade Universitária (Лісабон) та Alta Universitária (Коїмбра).
1964 року обов'язкова освіта збільшується з чотирьох до шести років.
1965 року створюється навчальна телевізійна програма «Телешкола» (порт. Telescola), яка знімається в студіях Радіо і телебачення Португалії в Порту для підтримки ізольованих сільських районів і переповнених приміських шкіл.

### Реформи Вейги Сімана (1970—1974)
1970 року, під час весни Марселу, Жозе Вейга Сіман (1929—2014) (на той час ректор Університету Луренсу Маркеша) стає останнім міністром освіти Нової Держави. 1971 року Вейга Сіман виступить на телебаченні, щоб представити два проєкти, один з яких був спрямований на реформування шкільної системи, а інший — на реформування вищої освіти. Того ж року його міністерство визнає Португальський католицький університет. У липні 1973 року, після широкого громадського обговорення його проєктів, Вейга Сіман оприлюднить «Основний закон про освіту», спрямований на демократизацію освіти в Португалії, а в серпні того ж року видасть декрет про створення Нового Лісабонського, Авейру, Мінюського та Еворського університетів, кількох політехнічних шкіл (наприклад, у Ковільяні, Фару, Лейрії, Сетубалі, Томарі, Віла-Реалі) та вищі школи (наприклад, у Бежа, Брагансі, Каштелу-Бранку, Фуншалі, Понта-Делгаді). Менш ніж через рік відбудеться Революція гвоздик, яка покладе край Новій Державі.

## Кінець режиму

Герб Португальської Індії

Герб Португальської Анголи

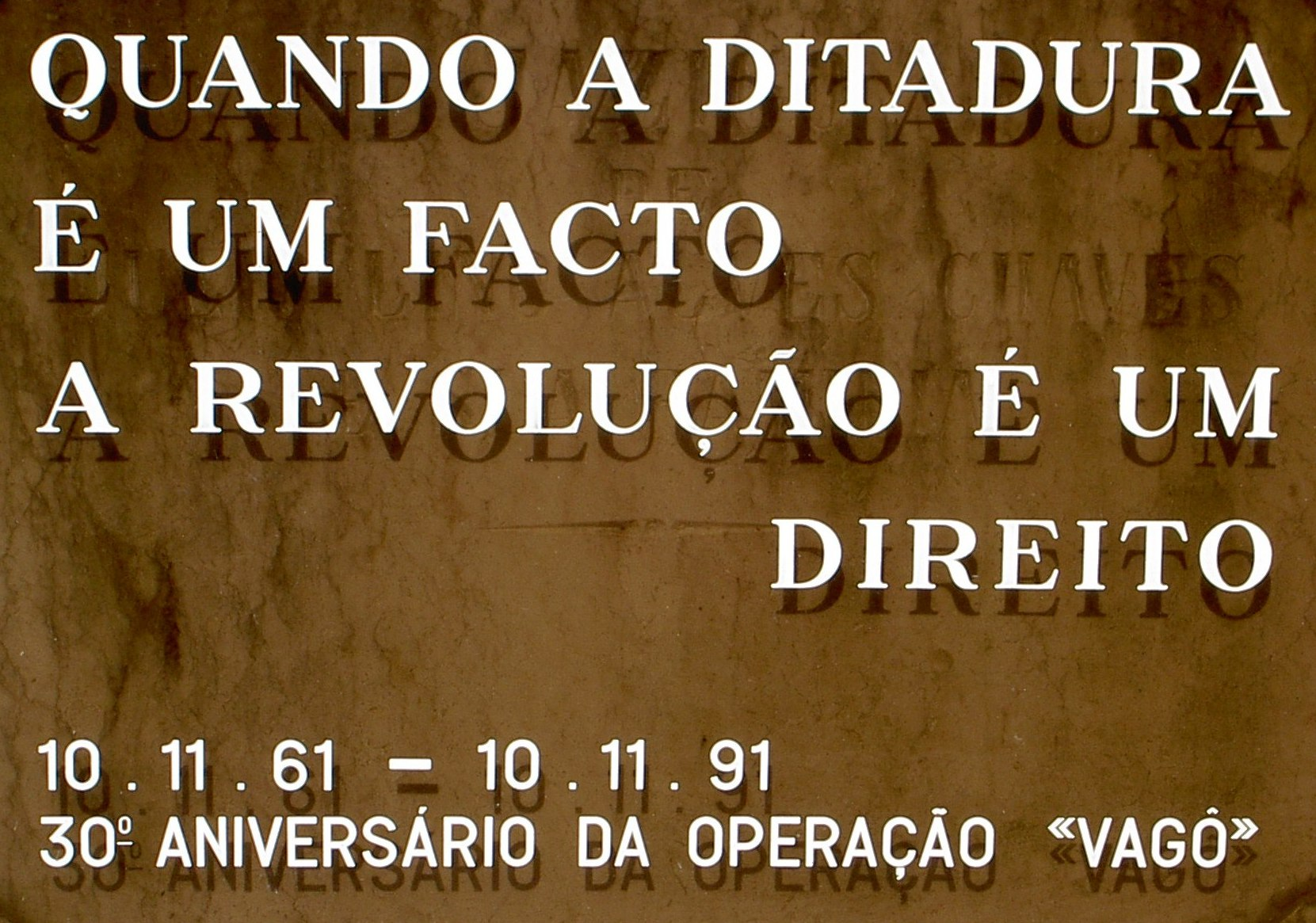
Меморіал на церковному кладовищі Празереш у Лісабоні, присвячений одній з численних акцій проти режиму Салазара; операція «Ваго», під час якої листівки були розкидані над кількома португальськими містами з літака 1961 року. Текст: «Коли диктатура є реальністю, революція є правом».

Герб Португальської Гвінеї

Герб Португальського Мозамбіка

Герб Португальського Тимору

Після того, як 1947 року Індія здобула незалежність за уряду Еттлі, проіндійські мешканці португальських заморських територій Дадра і Нагар-Хавелі за підтримки індійського уряду та за допомогою організацій, що виступали за незалежність, 1954 року звільнили Дадру і Нагар-Хавелі від португальського панування. 1961 року анексія форту Сан-Жуан-Батішта-де-Ажуда Республікою Дагомея стала початком процесу, що призвів до остаточного розпаду багатовікової Португальської імперії. Згідно з переписом 1921 року, на острові Сан-Жуан-Батішта-де-Ажуда проживало 5 мешканців, а на момент ультиматуму уряду Дагомеї — лише 2 мешканці, які представляли португальську владу. Ще один примусовий відступ із заморських територій стався у грудні 1961 року, коли Португалія відмовилася залишити території Гоа, Даман і Діу. В результаті португальська армія і флот були втягнуті у збройний конфлікт у своїй колоніях проти індійських збройних сил. Операції завершилися поразкою обмеженого португальського оборонного гарнізону, який був змушений капітулювати перед значно більшою військовою силою. Результатом стала втрата решти португальських територій на Індійському субконтиненті. Португальський режим відмовився визнати суверенітет Індії над анексованими територіями, яка продовжувала бути представленою в Національній асамблеї Португалії. Так звані «вітри змін», пов'язані з історичною колонізацією заморських територій, що перебували під владою Європи, почали впливати на багатовікову імперію. Кінець Нової Держави фактично розпочався з повстань на заморських територіях в Африці в 1960-х роках. Рухи за незалежність у Португальській Анголі, Мозамбіку та Гвінеї були підтримані як Сполученими Штатами, так і Радянським Союзом, які прагнули покінчити з усіма колоніальними імперіями та розширити власні сфери впливу.
Для португальського панівного режиму багатовікова заморська імперія була питанням національних інтересів. Критика на адресу деяких видів расової дискримінації на португальських африканських територіях була спростована на тій підставі, що всі португальські африканці будуть вестернізовані та асимільовані у свій час в рамках процесу під назвою «цивілізаційна місія». Війни мали такі ж наслідки для Португалії, як і війна у В'єтнамі для Сполучених Штатів або війна в Афганістані для Радянського Союзу; це були непопулярні та дорогі тривалі війни, які призвели до дипломатичної ізоляції Португалії, що змусило багатьох поставити під сумнів продовження війни, а отже, і владу. Хоча Португалія змогла зберегти певну перевагу в колоніях завдяки використанню елітних десантників і військ спеціального призначення, іноземна підтримка партизанів, включаючи ембарго на постачання зброї та інші санкції проти португальців, зробила їх більш маневровими, що дозволило їм завдати втрат португальській армії. Через тривалу колоніальну війну міжнародна спільнота ізолювала Португалію. Ситуація погіршилася 1968 року через хворобу Салазара. Його замінив один з найближчих радників, Марселу Каетану, який намагався повільно демократизувати країну, але не зміг приховати очевидну диктатуру, що гнітила Португалію. Салазар помер 1970 року.
1973 року, провівши перші роки свого священства в Африці, британський священник Едріан Гастінгс викликав бурю статтею в «Таймс» про різанину в Віріяму в Мозамбіку, в якій йшлося про те, що португальська армія в грудні 1972 року вбила близько 400 жителів села Віріяму, що поблизу Тете. Його доповідь була надрукована за тиждень до того, як португальський прем'єр-міністр Марселу Каетану мав відвідати Велику Британію для святкування 600-річчя англо-португальського союзу. Ізоляція Португалії, що зросла після заяв Гастінгса, часто згадується як фактор, що допоміг здійснити переворот «революції гвоздик», в результаті якого режим Каетану був повалений 1974 року.
Різноманітні конфлікти змушували уряди Салазара та Каетану витрачати більшу частину бюджету країни на колоніальну адміністрацію та військові витрати, і незабаром Португалія опинилася в дедалі більшій ізоляції від решти світу. Після того, як Каетану став прем'єр-міністром, колоніальна війна стала головною причиною інакомислення та осередком антиурядових сил у португальському суспільстві. Багато молодих дисидентів, таких як ліві студенти та антивоєнні активісти, були змушені покинути країну, щоб уникнути ув'язнення або призову до армії. Однак між 1945 і 1974 роками в португальських університетах і школах виросло три покоління бойовиків праворадикальних сил, які керувалися революційним націоналізмом, що частково сформувався під впливом політичної субкультури європейського неофашизму. Суть боротьби цих радикально налаштованих студентів полягала у безкомпромісному захисті Португальської імперії в часи авторитарного режиму.
На початку 1970-х років колоніальна війна продовжувала вирувати, вимагаючи бюджету, що постійно зростав. Португальська армія була перенапружена, а політичного рішення чи завершення війни не було видно. Хоча людські втрати були відносно невеликими, війна в цілому вже вступила в друге десятиліття. Португальський панівний режим Нової Держави зазнавав критики з боку міжнародної спільноти та ставав дедалі більш ізольованим. Це мало глибокий вплив на Португалію — тисячі молодих чоловіків уникали призову до армії, нелегально емігруючи, переважно до Франції та США.
Війна в колоніях ставала дедалі не популярнішою в самій Португалії, оскільки люди втомлювалися від війни й не погоджувалися з її витратами, що постійно зростали. Багато етнічних португальців африканських заморських територій також були дедалі більше готові прийняти незалежність, якщо їхній економічний статус буде збережено. Однак, попри непередбачувані та поодинокі напади партизанів на цілі по всій сільській місцевості португальських африканських територій, економіка португальської Анголи та Мозамбіку процвітала, міста і селища розширювалися і з часом стабільно процвітали, відкривалися нові транспортні мережі, щоб зв'язати добре розвинену та високоурбанізовану прибережну смугу з більш віддаленими внутрішніми регіонами, а кількість етнічних європейських португальських мігрантів з материкової Португалії (метрополії) з 1950-х років стрімко зростала (хоча завжди як незначна меншість від загальної кількості населення кожної території).
Раптово, після кількох невдалих спроб військового повстання, у квітні 1974 року Революція гвоздик у Лісабоні, організована лівими португальськими офіцерами — Рухом збройних сил (РЗС), повалила режим Нової Держави. Військовий переворот можна схарактеризувати як необхідний засіб повернення демократії в Португалію, завершення непопулярної колоніальної війни, в якій брали участь тисячі португальських солдатів, і заміни авторитарного режиму Нової держави та його таємної поліції, яка придушувала елементарні громадянські та політичні свободи. Однак організація військового перевороту розпочалася як професійний класовий протест капітанів португальських збройних сил проти декретного закону № 353/73 1973 року. Молоді випускники військової академії були обурені програмою, запровадженою Марселу Каетану, згідно з якою офіцери ополчення, які пройшли коротку навчальну програму і служили в оборонних кампаніях на заморських територіях, могли отримати таке ж звання, що й випускники військової академії. Уряд Каетану розпочав цю програму (яка включала кілька інших реформ), щоб збільшити кількість офіцерів, зайнятих у боротьбі з африканськими повстанцями, і водночас скоротити військові витрати, щоб полегшити і без того перевантажений державний бюджет. Після перевороту до влади прийшла військова Рада національного порятунку з РЗС на чолі. Каетану подав у відставку, і його під вартою перевезли на острови Мадейра, де він пробув кілька днів. Потім він полетів у вигнання до Бразилії. До 1975 року Португальська імперія майже розпалася.

## Наслідки
Після Нової держави країна пережила неспокійний період тимчасових урядів і майже дезінтегрованої держави, що нагадувала Першу республіку — стан, якого Нова держава з великою обережністю і наполегливістю намагалася уникнути. Ці тимчасові уряди також на короткий час піддавали цензурі газети та затримували опозиціонерів. Історик Кеннет Максвелл вважає, що з багатьох причин Португалія у своєму переході від авторитарного правління до більш демократичного нагадувала Нікарагуа більше, ніж будь-яку іншу південноамериканську країну. В останні місяці існування франкістської держави, яка дожила до цього часу, Іспанія розглядала можливість вторгнення в Португалію, щоб запобігти уявній загрозі комунізму, спричинену Революцією гвоздик.
Після періоду соціальних заворушень, фракційності та невизначеності в португальській політиці між 1974 і 1976 роками ні лівий, ні правий радикалізм не переважали. Однак прокомуністичні та соціалістичні елементи зберігали контроль над країною протягом кількох місяців перед виборами. Комуністична партія Португалії (ПКП) під керівництвом Альвару Куняла залишалася сталіністською за своїми поглядами і не симпатизувала реформам «єврокомунізму», що зароджувався в інших країнах Західної Європи.
Відступ з колоній і прийняття умов незалежності, що призвело 1975 року до створення нових незалежних комуністичних держав (насамперед, Народної Республіки Ангола та Народної Республіки Мозамбік), спричинило масовий вихід португальських громадян з африканських територій Португалії, що призвело до появи понад мільйона знедолених португальських біженців — реторнадос (порт. retornados). До 1975 року всі португальські африканські території були незалежними, і Португалія провела перші за 50 років демократичні вибори. Однак до парламентських виборів 1976 року країною продовжувала керувати військово-цивільна тимчасова адміністрація.
У наступні десятиліття Португалія залишалася чистим бенефіціаром Структурних фондів та фондів згуртування Європейського Союзу і не уникнула трьох рятувальних заходів під керівництвом МВФ у період з кінця 1970-х до початку 2010-х років. 2011 року, під час фінансової кризи в Португалії, коли країна наближалася до кінця правління лівоцентристського уряду Жозе Сократеша і була змушена просити міжнародну фінансову допомогу, португальський військовий Отело Сарайва де Карвалю, який був головним організатором Революції гвоздик 1974 року в Лісабоні, заявив, що не розпочав би революцію, якби знав, якою стане країна після неї. Він також заявив, що країні потрібна така ж чесна людина, як Салазар, щоб впоратися з кризою, але не фашист.

## Культура

### Архітектура
- М'який португальський стиль

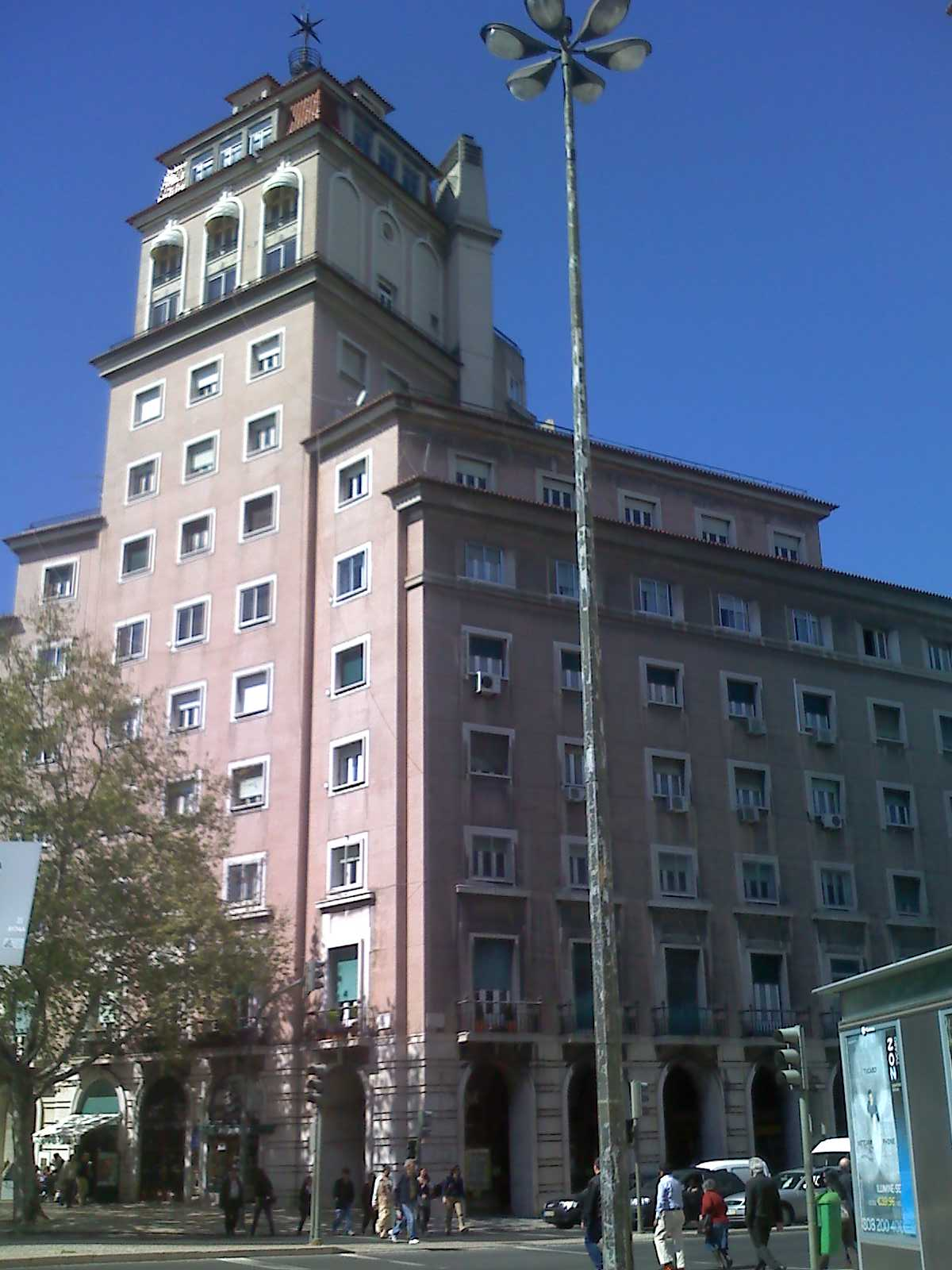
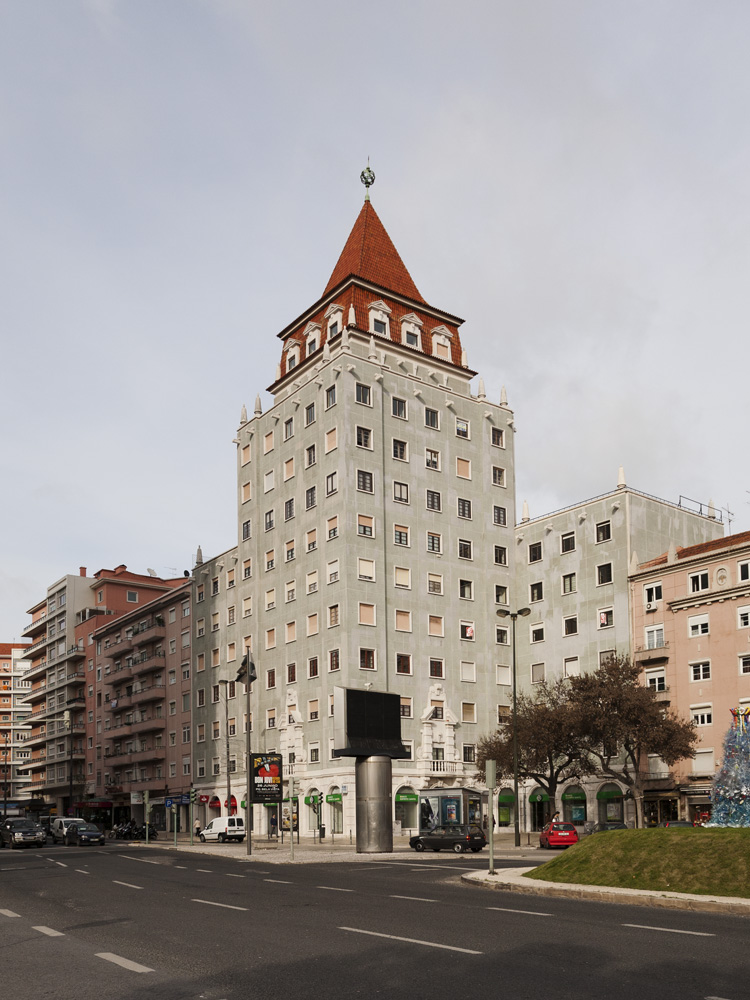
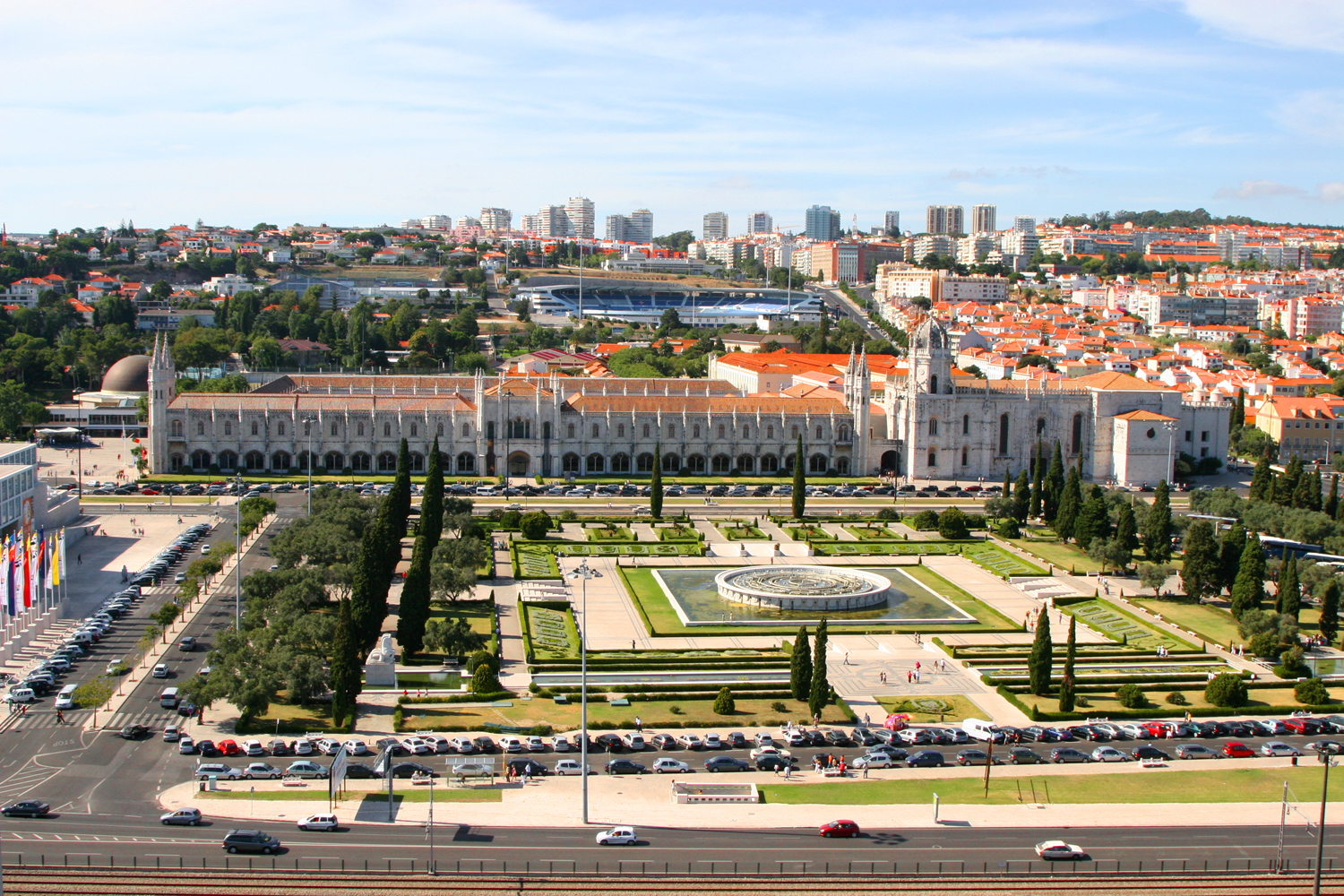
Імперська площа
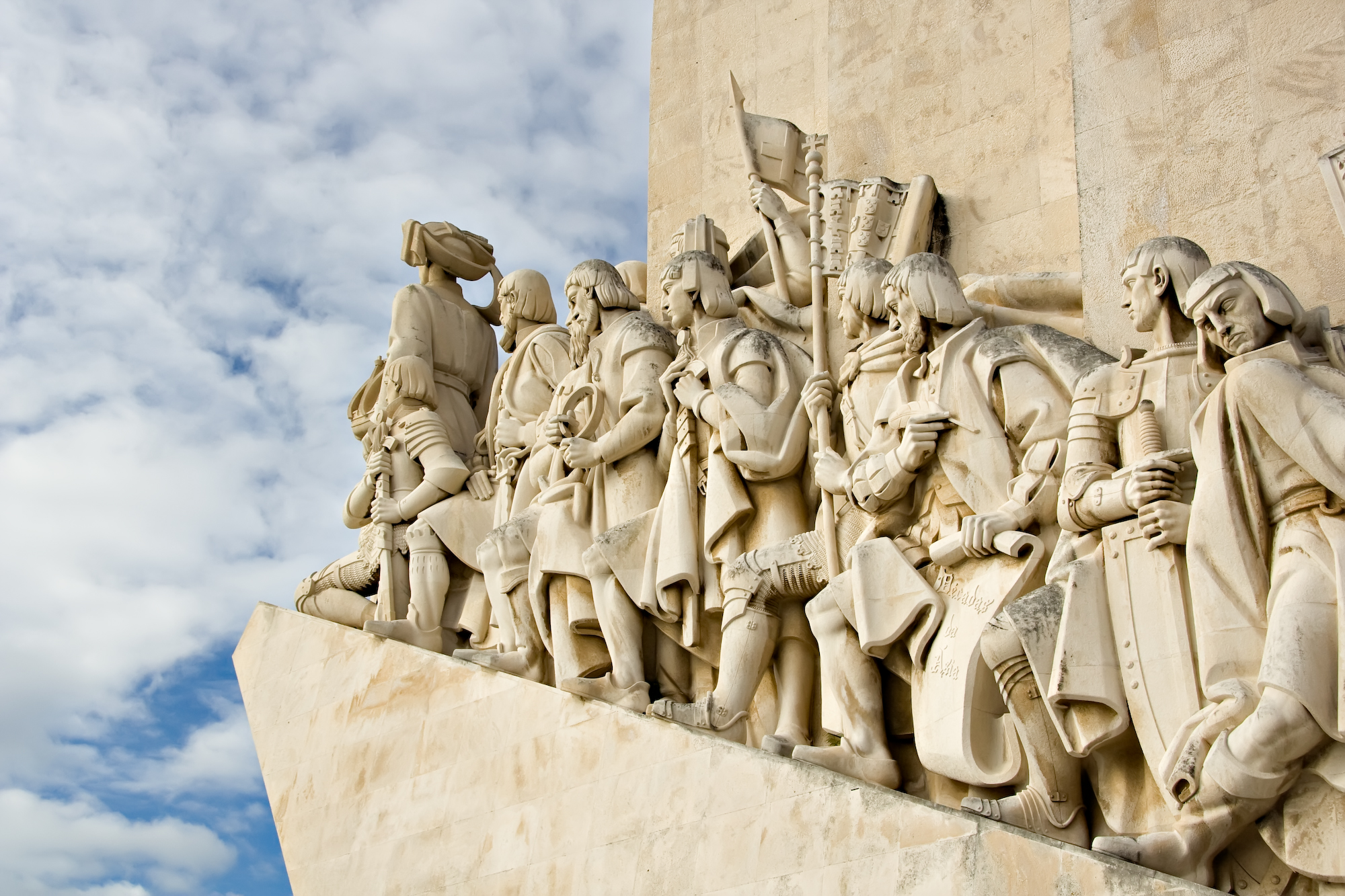
Пам'ятник відкриттям
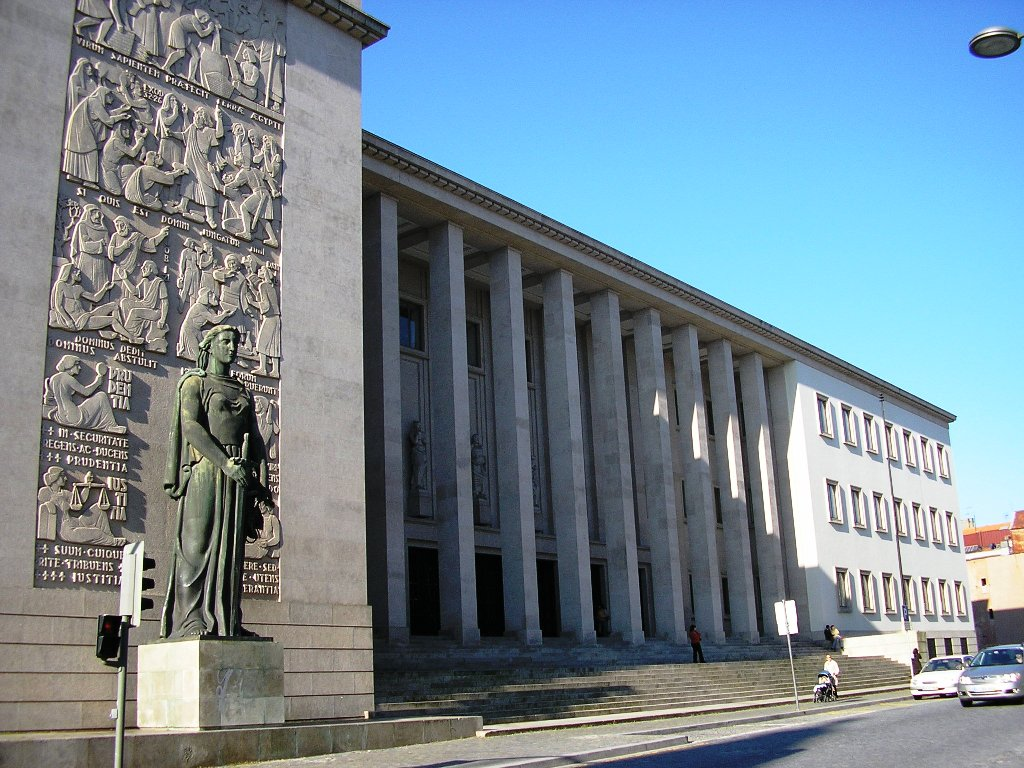
Палац юстиції
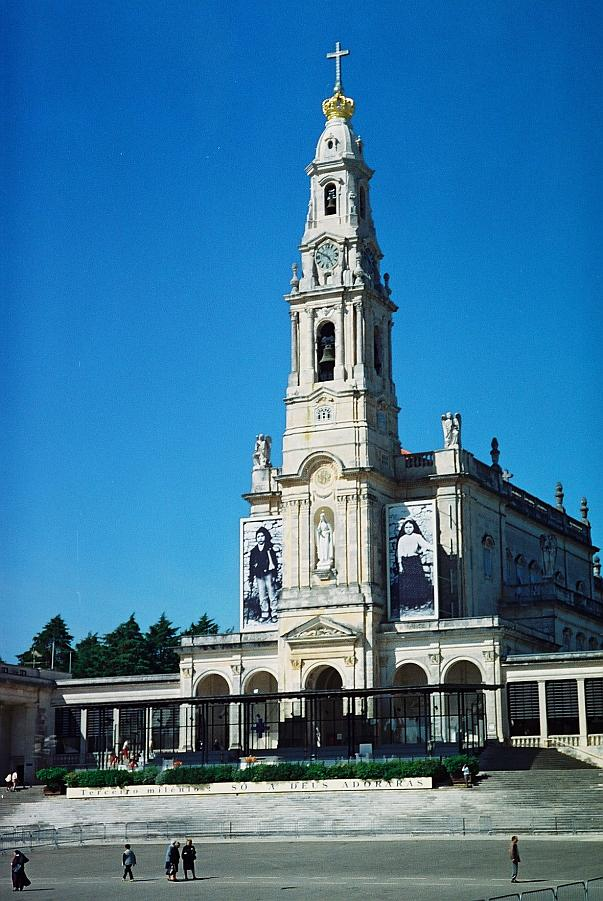
Фатимський санктуарій